# Regensburger Dom

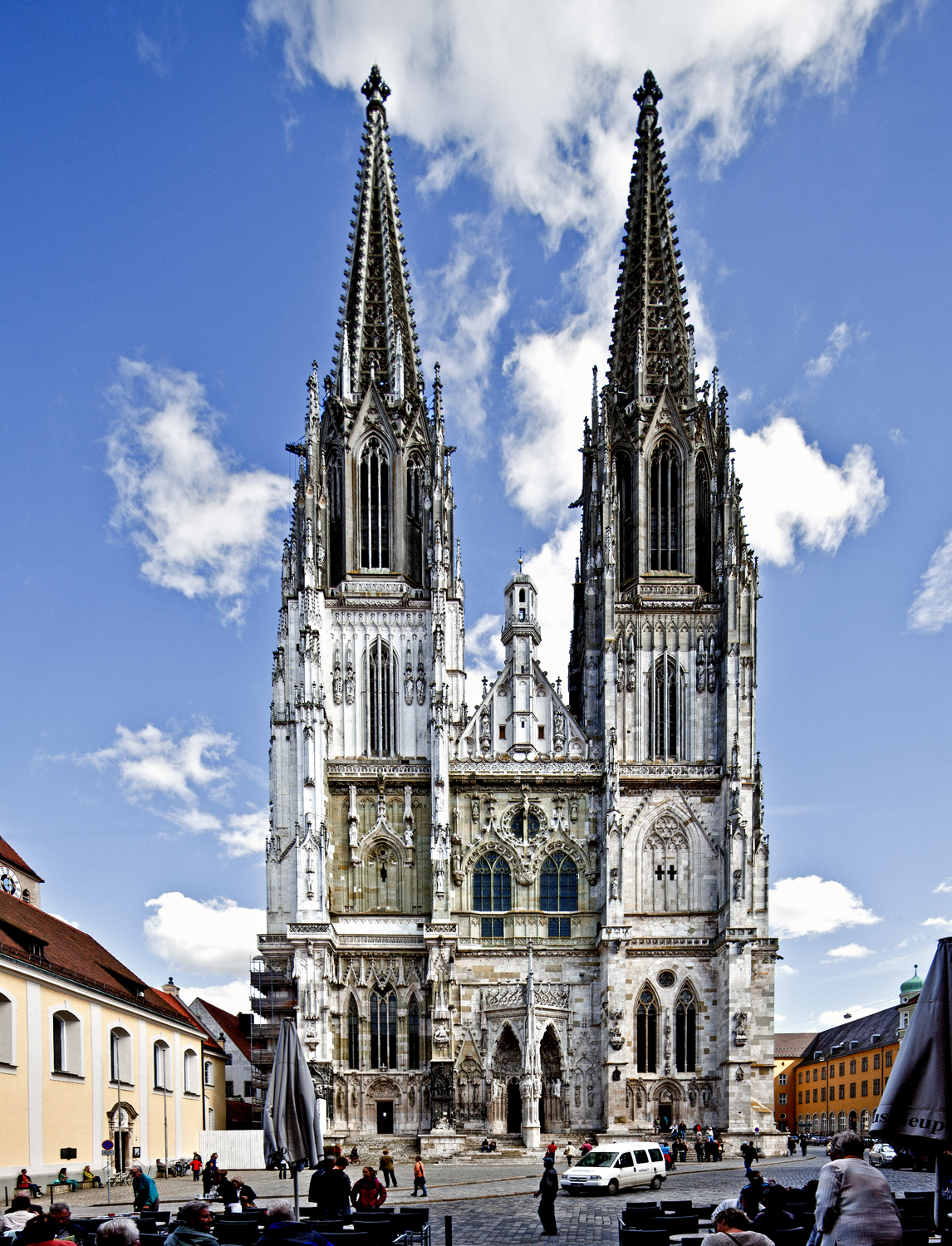
Ansicht der Westfassade

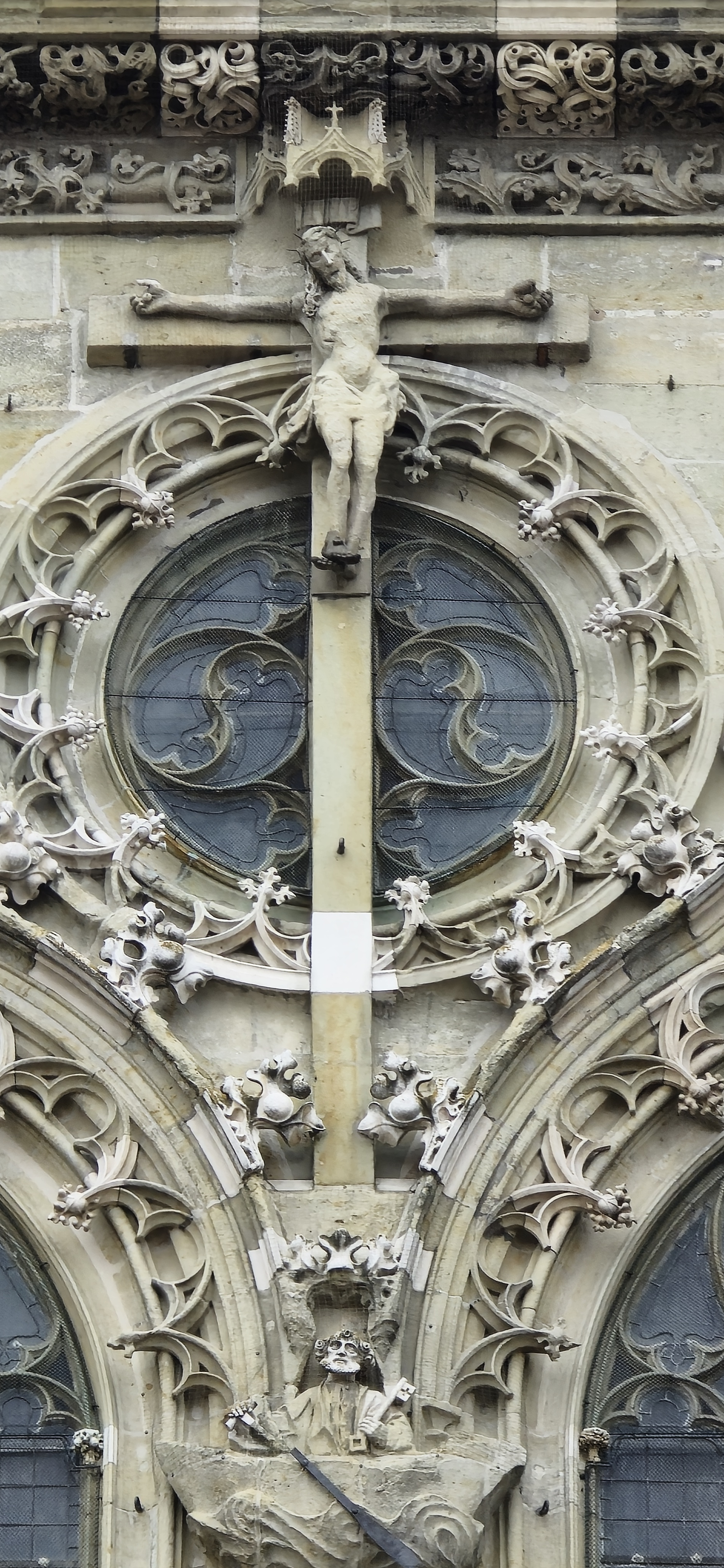
Petrus mit Schlüssel (unter dem Kreuz) auf der Westfassade.

Der Dom St. Peter zu Regensburg, kurz Regensburger Dom, ist die bedeutendste Kirche der Stadt Regensburg und die Kathedrale des Bistums Regensburg. Der Sakralbau gehört neben dem Kölner Dom zu den bedeutendsten gotischen Kathedralen in Deutschland. Er entstand in Nachfolge eines romanischen Doms, von dem noch der sogenannte Eselsturm erhalten ist. Der Bau des gotischen Doms begann 1275. Ab 1450 war das Gebäude überdacht und nutzbar. Die Vervollständigung der beiden Türme und Turmhelme erfolgte zwischen 1859 und 1869.

## Geschichte

### Geschichte der Vorgängerbauten

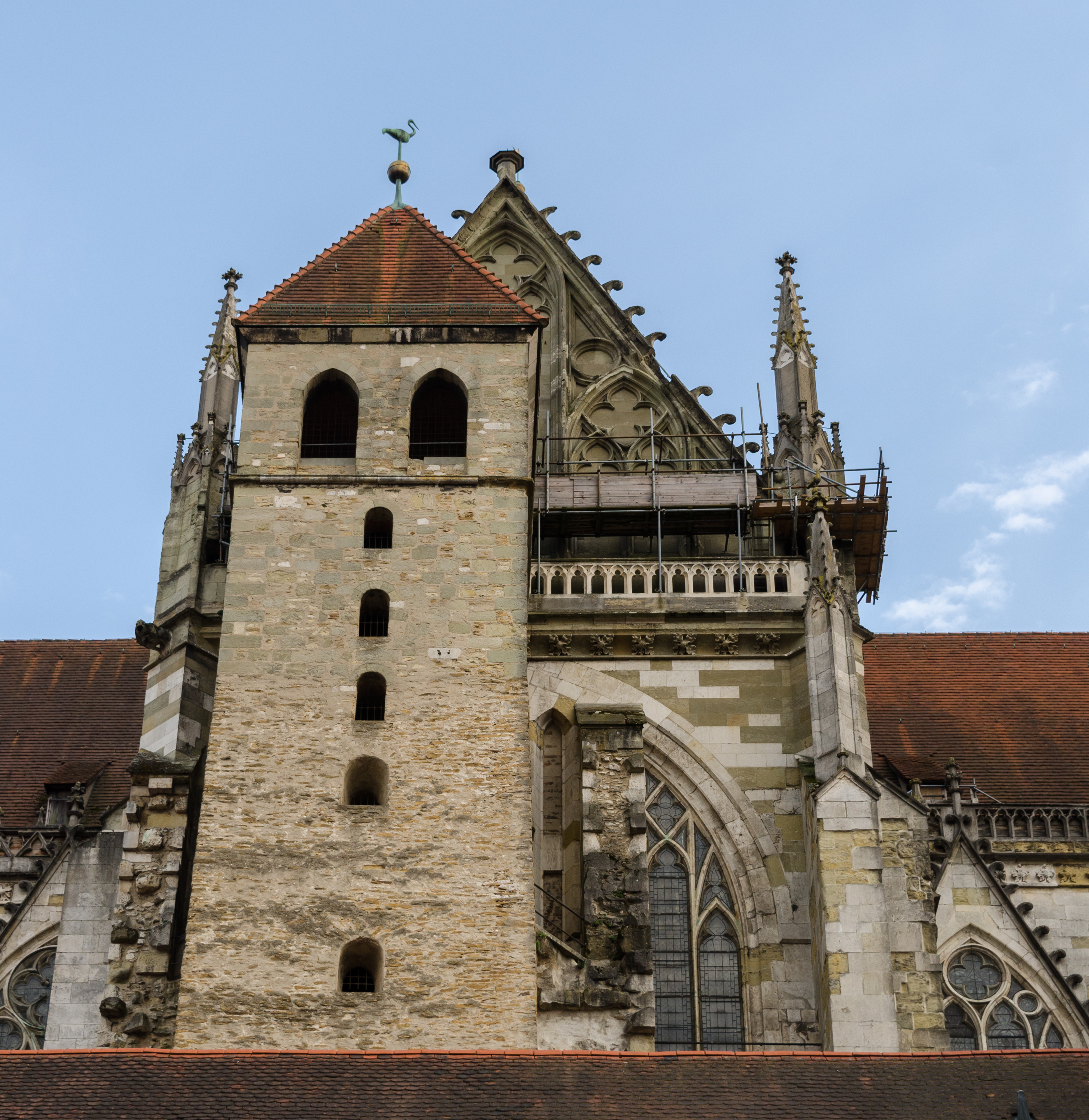
Detailaufnahme: Eselsturm an der Nordseite

Die kanonische Errichtung des Bistums durch den heiligen Bonifatius geht etwa auf das Jahr 739 zurück. Bis 975 übte der Abt der Benediktinerabtei St. Emmeram gleichzeitig das Amt des Bischofs von Regensburg aus. Er wählte als Bischofsresidenz den Bereich der Porta Praetoria (Nordtor) des alten Römerkastells; dieser Dombezirk wurde nie mehr geändert. Zum ersten Dombau gibt es keine verlässlichen Hinweise. Die erste merowingische Bischofskirche war wohl eine einfache Saalkirche, der Bau wird um das Jahr 700 datiert. Aus einer Urkunde geht hervor, das es schon 778 einen Dombau gegeben haben müsste. Zwischen 739 und 825 wurde eine neue Domkirche gebaut. Ein Brand zerstörte 891 die Stadt Regensburg und den Dom.
In der zweiten Hälfte des 10. Jahrhunderts – wahrscheinlich im Rahmen der Ämtertrennung zwischen Abt und Bischof – entstand ein neuer romanischer Dombau als dreischiffige Basilika mit halbrunder Chorapsis und ohne Querhaus, wahrscheinlich auch ohne Türme, die 58 Meter lang war. Eine große Erweiterung nach Westen folgte um 1000 mit einem etwa 15 Meter tiefen Querhaus, zwei Türmen und einem Atrium, das den Dom mit der westlich gelegenen Taufkirche St. Johann verband. Die Gesamtanlage erstreckte sich nun über 128 Meter. Der nördliche Turm, der sog. Eselsturm, prägt bis heute die Nordquerhausfassade mit. Der Dom brannte in den Jahren 1156 und 1172 zweimal aus und wurde wiederhergestellt.

### Geschichte der heutigen Domkirche

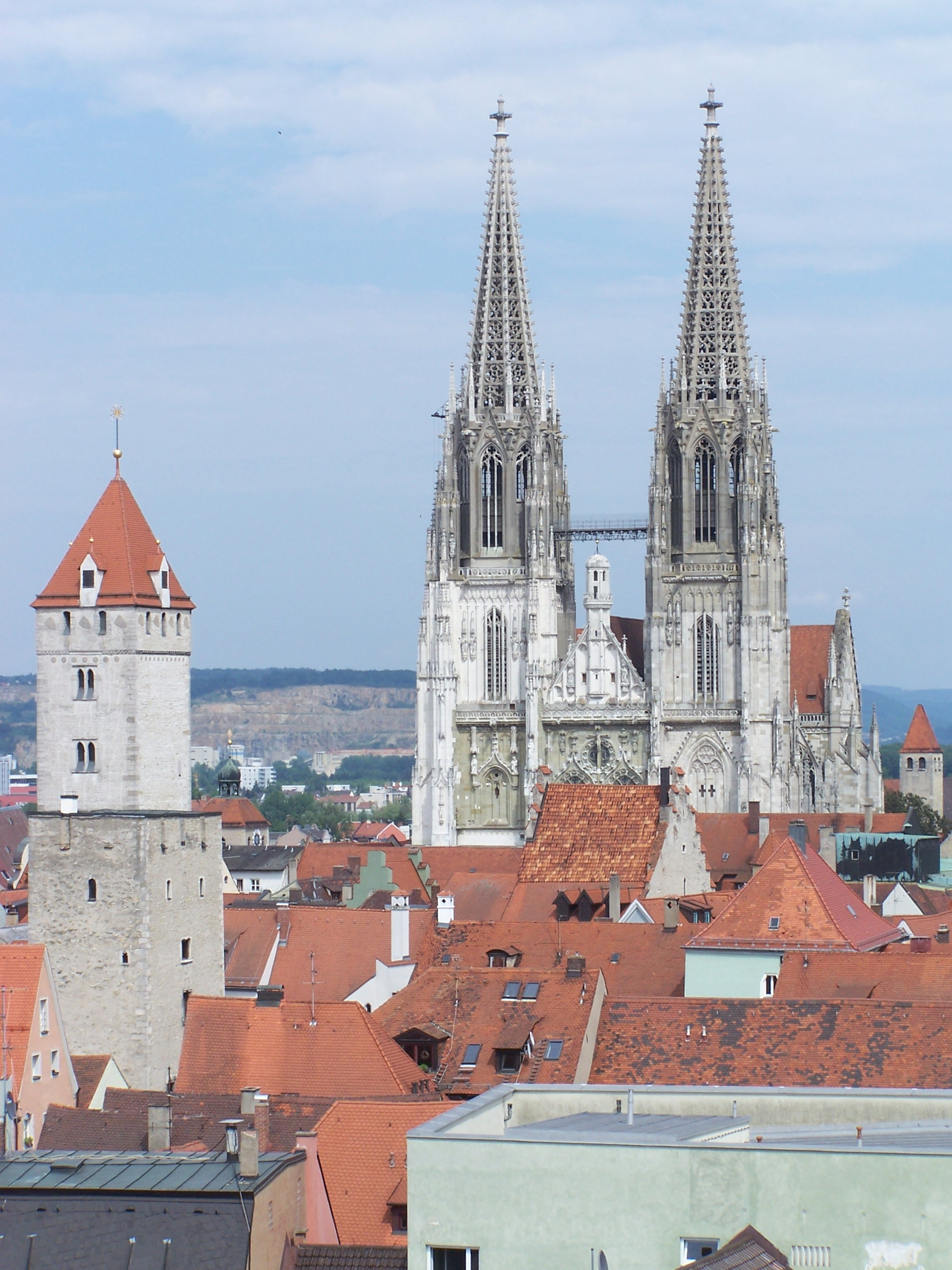
Blick auf die Westfassade, vom Turm der Dreieinigkeitskirche aus; links im Bild befindet sich der Goldene Turm (2006)

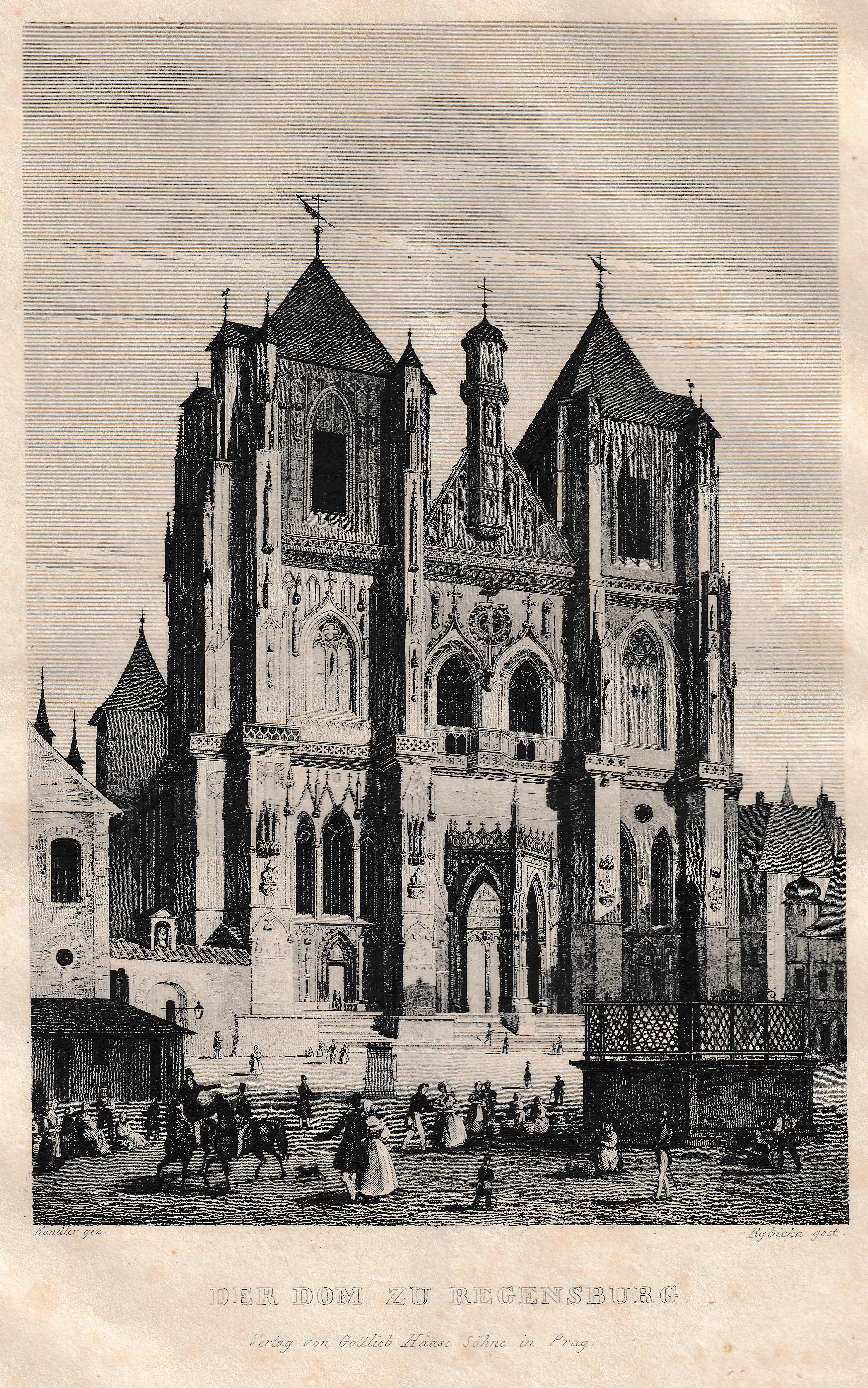
Der Dom vor dem Ausbau der Türme

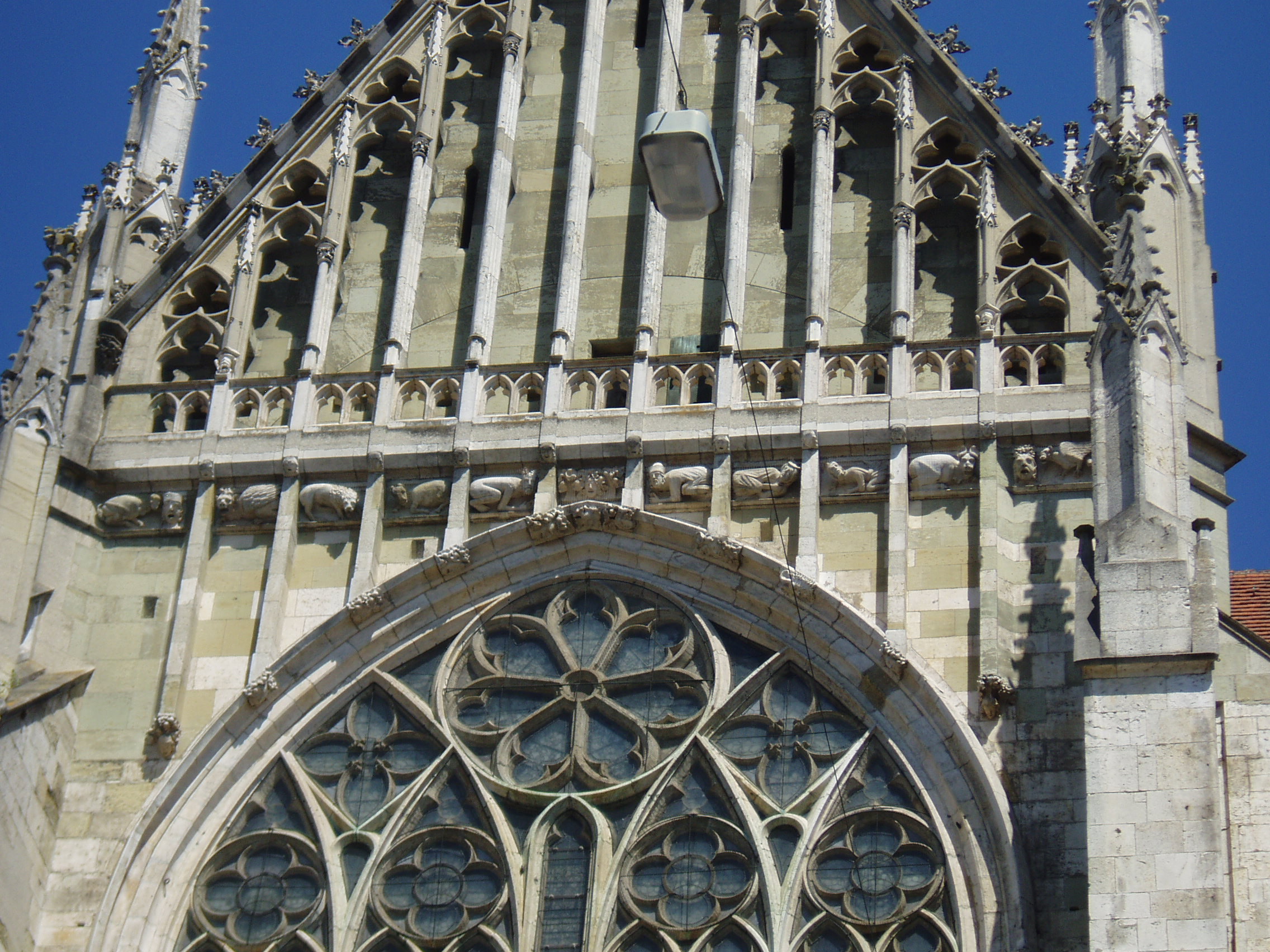
Südquerhaus mit Fries unter dem Giebelansatz mit Blattmaske (mittig, ca. 1310)

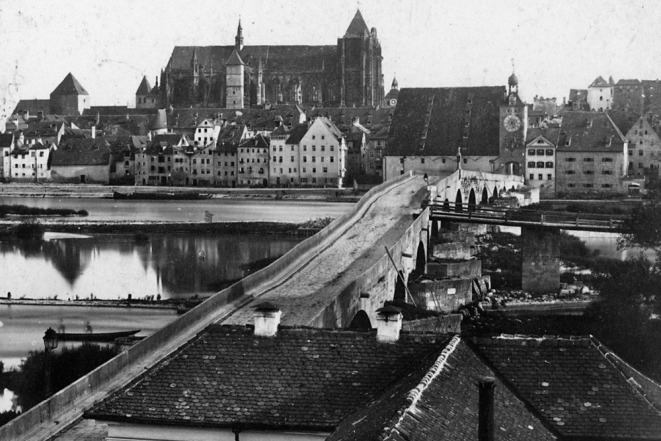
Aufnahme des Doms vom Sommer 1860, nach der am 21. Mai 1860 begonnenen Niederlegung des Südturm-Daches

Älteste bekannte fotografische Gesamtansicht Regensburgs (um 1866). Zu erkennen sind die gerade im Bau befindlichen Turmhelme.

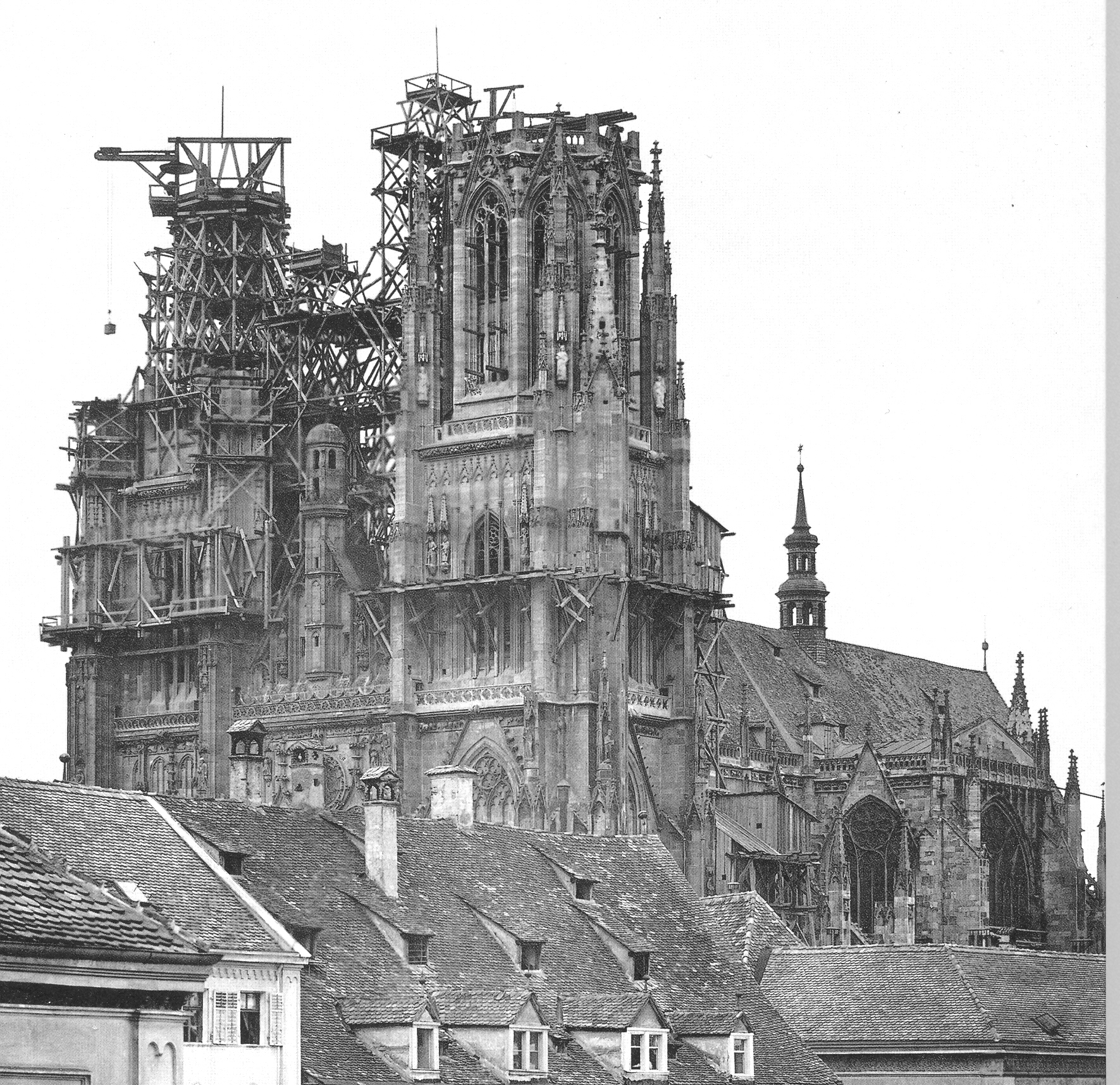
Domtürme im Frühjahr 1865

Nachdem der alte Dom infolge von Bränden in den Jahren 1272 und 1273 endgültig zerstört worden war, wurde im Jahr 1275 mit einem Neubau begonnen. Dabei wurde der Bauplatz nach Westen verschoben, so dass der alte Dom nach provisorischer Reparatur noch zur Hälfte genutzt werden konnte. Nach den ersten Plänen war eine Domkirche mit konservativem Zuschnitt ohne Triforium und Strebewerk geplant, deren Proportionen eher gedrungen ausgefallen wären. Bereits 1276 konnte der erste Altar geweiht werden, der Andreasaltar im Südchor. Ab etwa 1280 ist als Bildhauer der sog. Erminoldmeister nachweisbar (neuerdings als Meister Ludwig identifiziert), der für die Skulpturen und den Baudekor verantwortlich war. Um 1295 wurde Meister Ludwig zum Dombaumeister ernannt. Er führte eine behutsame, aber konsequente Neuplanung über den schon vollendeten Bauteilen durch und verwandelte den Dom in einen hochgotischen Bau nach dem Muster der klassischen gotischen Kathedralen Frankreichs. Den Anlass dafür könnte auch eine Reise von Bischof Leo Thundorfer auf das Konzil in Lyon 1274 gegeben haben. Da durch die Immunitätsgrenze im Westen das Langhaus auf fünf Joche begrenzt war, planten die Bauleute als räumlichen Ausgleich einen für das 14. Jahrhundert ungewöhnlichen Vierungsturm. Dessen Unterbau war bereits ausgeführt, die Vollendung wurde jedoch zurückgestellt. Nachdem die drei Chöre des Doms, das Querhaus und das erste Joch der beiden Seitenschiffe vollendet waren, zog das Domkapitel feierlich in den Neubau um. Der alte Dom wurde profaniert und diente wahrscheinlich nun als Dombauhütte. Nach dem zweiten Joch des Langhauses war der Weiterbau blockiert, da die Stiftskirche St. Johann im Weg stand und das zuständige Stiftskapitel langwierige Verhandlungen durchsetzte, bis der Bau abgebrochen werden durfte. Dies zwang zu einem ungewöhnlichen Baufortschritt Richtung Westen. Nur das südliche Seitenschiff und das Erdgeschoss des Südturms konnten bis etwa 1360 hochgezogen werden. Selbst dann blieb der Weiterbau von Mittelschiff, nördlichem Seitenschiff, Nordturm und Hauptportal verwehrt, so dass das erste und zweite Obergeschoss des Südturms und der südlichen Obergaden des Mittelschiffs errichtet wurden. Erst 1380 wurde die Fläche freigegeben – nun arbeitete die Dombauhütte mit Hochdruck und vollendete bis etwa 1425 die fehlenden Teile des nördlichen Seitenschiffs, das Erdgeschoss des Nordturms und das Hauptportal mit seinem überreichen Figurenschmuck. Dann konzentrierte sich die Bautätigkeit auf das erste Obergeschoss des Nordturms und den nördlichen Obergaden, so dass 1443 ein neues steiles Dachwerk über dem Mittelschiff errichtet werden konnte. Damit war der gesamte Dom überdacht und konnte liturgisch genutzt werden. Die gesamte Raumschale präsentierte sich im Weiß des Kalksteins; die Gewölbesegel und sporadisch eingesetzte Gründsandsteinquader wurden ebenfalls weiß gekalkt. Farbig bemalt waren nur die Schlusssteine, die Altäre und die Skulpturen. In den folgenden Jahrzehnten bis um 1500 folgten der Nordturm bis zum zweiten Obergeschoss und die fehlenden Bereiche des Mittelteils der Westfassade einschließlich des Dreiecksgiebels. Danach blieben die Türme, der Ausbau der Querhausgiebel, der nach wie vor geplante Vierungsturm und die letzten drei Mittelschiffgewölbe unvollendet. Weitere Bauarbeiten konzentrierten sich nun auf den Domkreuzgang und den Neubau des Domkapitelhauses. Fehlende Finanzmittel und das Aufkommen der Reformation verhinderten ab etwa 1525 weitere Aktivitäten im gesamten Dombereich.

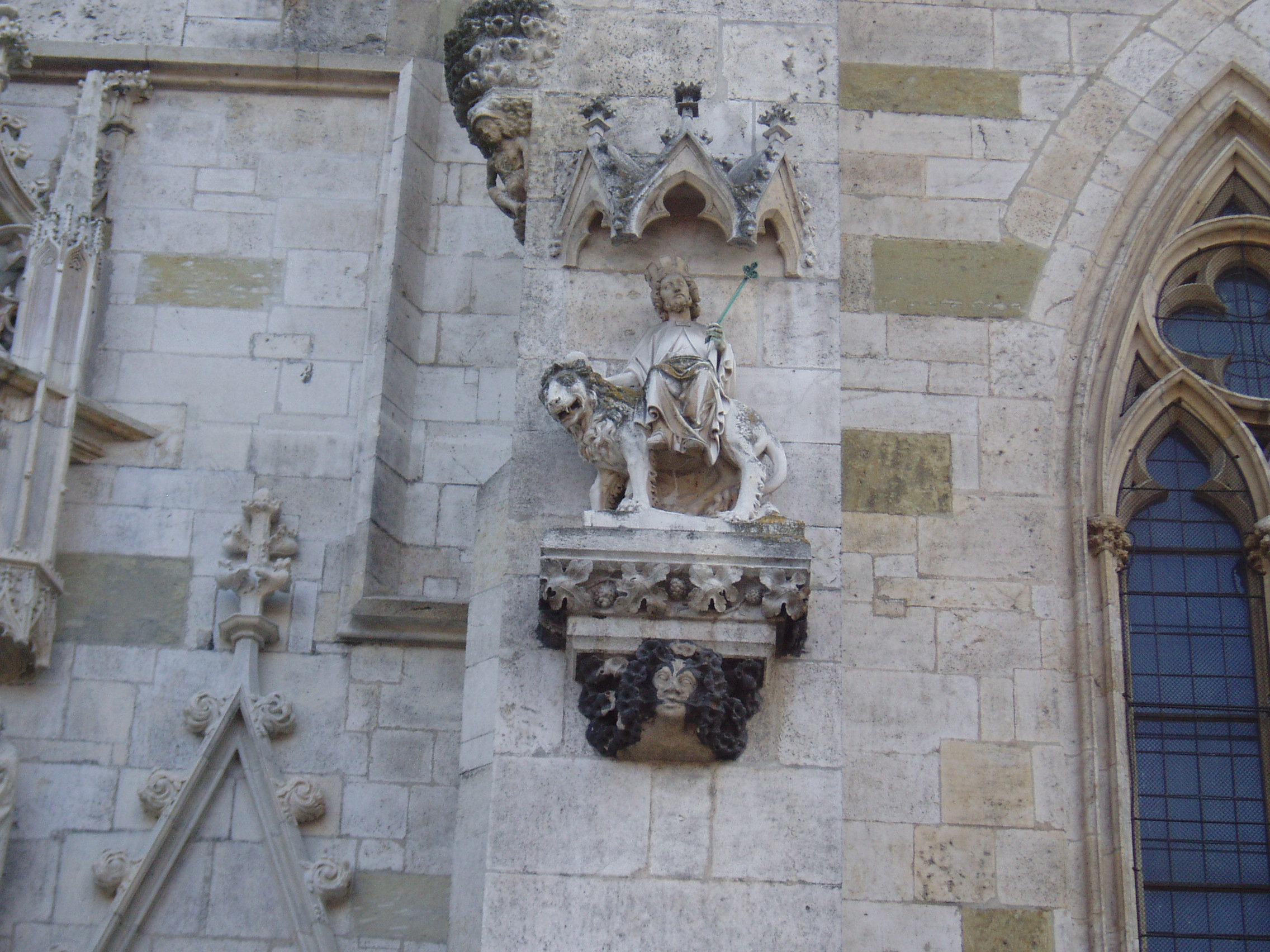
Westfassade mit dem auf einem Löwen reitenden König Nebukadnezar vor der Stirnwand der Turmstrebepfeiler in Höhe der Erdgeschossfenster (nach der Vision des Propheten Daniel); Kragstein mit Blattmaske

Die Finanzierung des Dombaus leisteten bis gegen Ende des 14. Jahrhunderts die Regensburger Bischöfe und die Bürger der Reichsstadt durch zum Teil sehr großzügige Stiftungen. Da die Wirtschaftskraft der Stadt zusehends erlahmte und die Bischöfe andere Interessen hatten, mussten nun die Pfarreien des Bistums einspringen, die in der Oberpfalz durch die Eisenverhüttung und in Niederbayern durch die fruchtbaren Ackerböden durchaus vermögend blieben.
Erst unter Bischof Albert IV. von Törring (1613–1649) wandten sich die Kirchenoberen wieder der Architektur des Doms zu. Damals erhielten die drei fehlenden Joche des Mittelschiffs ihre Gewölbe, die von den mittelalterlichen kaum zu unterscheiden sind. Entsprechend den Empfehlungen des Konzils von Trient wich der gotische Lettner einem schmiedeeisernen Gitter. Die mittelalterliche, ganz in Weiß gehaltene Farbfassung des Innenraums wurde durch eine Bemalung in Goldocker ersetzt, akzentuiert durch vergoldete Kapitelle und anderen Golddekor. Dadurch wirkte der ganze Innenraum wie vergoldet, wie ein nach innen gekehrter monumentaler Reliquienschrein. Auch die Altäre und die Skulpturen wurden neu gefasst, so dass eine einheitliche künstlerische Neugestaltung entstand. Später (um 1700) entschloss sich das Domkapitel zu einer erneuten Umgestaltung. Diesmal wurde die Raumfassung sogar zu einem Olivgrau abgedunkelt. Gleichzeitig wurden die mittelalterlichen Glasmalereien im Obergaden des Mittelschiffs entfernt und durch farblose Gläser ersetzt, um den Innenraum heller werden zu lassen. So ergab sich ein spannungsreicher Kontrast zwischen den dunklen Bauteilen unten und den hell erleuchteten Fenstern oben. In diesem Zusammenhang erhielt der Dom 1697 an Stelle des im Mittelalter geplanten Vierungsturmes eine flache Pendentifkuppel, die von den Gebrüdern Carlone bunt bemalt und mit üppigen Stukkaturen versehen wurde. Auch die Skulpturen wurden neu bemalt, diesmal meist in hellen Weißtönen mit sparsamer Vergoldung, damit sie sich vor dem nun dunklen Hintergrund besser abhoben.
Im 19. Jahrhundert führten die Geringschätzung des Barock und die romantische Vorstellung von „stilreiner“ Architektur zu einschneidenden Maßnahmen. Der bayerische König Ludwig I. stiftete ab 1827 farbige Glasfenster, um die Lücken im Bestand der mittelalterlichen Glasmalereien zu schließen. Dann ordnete er 1834 eine radikale Purifizierung des Inneren an, die unter der Leitung des Münchner Architekten Friedrich von Gärtner bis 1839 durchgeführt wurde. Bis auf den Hochaltar wurden alle barocken Altäre sowie das Chorgitter, die Oratorien und Tribünen entfernt. Die Barockkuppel erhielt ein neues „stilgerechtes“ gotisches Rippengewölbe. Auch wurden alle barocken Grabdenkmäler und die großen, an den Wänden hängenden Gemälde entfernt. Die Farbigkeit der Raumschale blieb erhalten, da sie als steinfarben erachtet wurde: Die Reste der teilweise abgepuderten olivgrauen Farbschicht des Doms bestimmten in Verbindung mit der älteren Ockerfassung, die besser erhalten war und deshalb dominierte, die Farbigkeit des Innenraums.
Während der Zeit der Purifizierung des Doms entstand die lange verschollene und deshalb unbeachtet gebliebene Monografie zum Regensburger Dom von Aloys Resch, die auf 1838 datiert ist, aber damals nicht publiziert wurde. Resch war königlich bayerischer Beauftragter zur Durchführung der Säkularisation in Regensburg. Er kannte den Dom seit seiner Ankunft in Regensburg 1810, also schon lange bevor die Purifizierung begann. Deshalb ist diese Monografie besonders interessant, zumal sie auch mit 216 Grafiken bebildert ist. Resch verließ Regensburg 1839, nachdem es ihm nicht gelungen war, seine Monografie drucken zu lassen und er sie verschenkt hatte. 1847/8 publizierte der Historiker Schuegraf seine Monografie zum Regensburger Dom. Auf seine Anregungen hin, die vom Historischen Verein und von König Ludwig I. auch nach seiner Abdankung dauerhaft unterstützt wurden, erfolgte in den Jahren von 1859 bis 1869 unter Leitung des zum Dombaumeister neu bestellten bayerischen Baubeamten, Ingenieurs und Architekten Franz Josef von Denzinger der Ausbau der Domtürme und die Vollendung der Turmhelme. Der Ausbau der Türme wurde insbesondere auch vom Regensburger Bischof Ignatius von Senestréy gefördert. Mit der Fertigstellung der Querhausgiebel und des Dachreiters anstelle eines teuren Vierungsturms war der Dom 1872 nach knapp 600 Jahren vollendet. Nach Abschluss seines wichtigsten Bauprojektes erhielt Denzinger viele Auszeichnungen und wurde zum Regensburger Ehrenbürger ernannt. Trotzdem wurde erst nach jahrelangen Beratungen im Dezember 1910 eine Gedenktafel mit Porträtmedaillon für Denzinger im Osten der südlichen Domfassade angebracht.

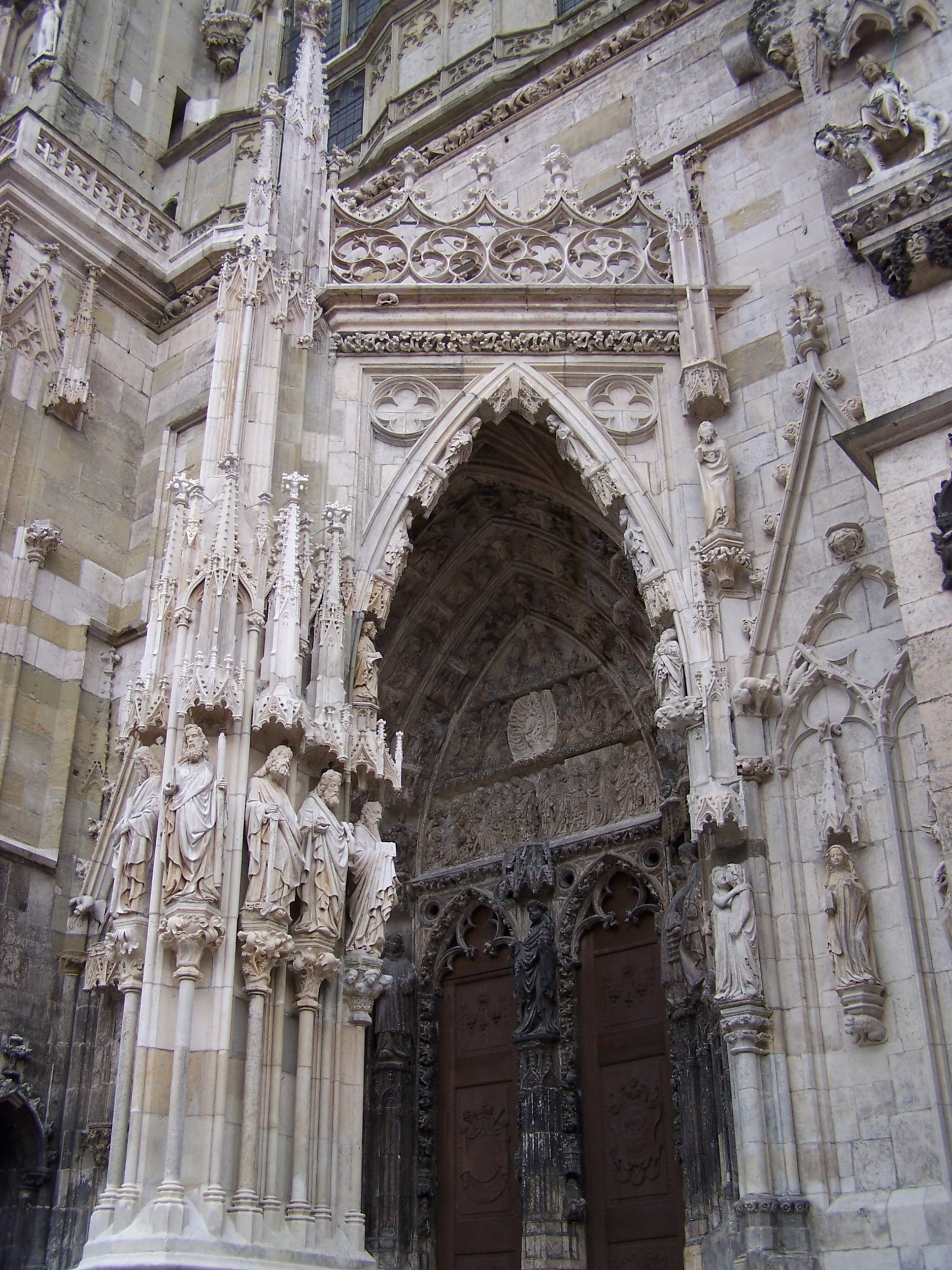
Portal des Doms nach der Restaurierung

Wegen des zunehmenden Hausbrands mit Steinkohle und der dadurch verursachten Luftverschmutzung wurde bereits wenige Jahre nach der Vollendung des Doms eine starke Zunahme der Verwitterungsschäden festgestellt, von denen insbesondere die baulichen Ergänzungen des 19. Jahrhunderts betroffen waren. Reparaturen und Ergänzungen durch verschiedene Privatfirmen erwiesen sich als wenig erfolgreich. Deshalb wurde im Jahr 1923 die staatliche Dombauhütte gegründet, deren Aufgabe die ständige Wartung, Instandhaltung und Restaurierung des Doms war.  Die Dombauhütte ist dem Staatlichen Bauamt unterstellt und besteht noch heute aus einem Leiter und in der Regel aus zwölf Mitarbeitern. Die Gebäude und Werkstätten der Dombauhütte befinden sich östlich des Doms und nördlich der ehemaligen Dompfarrkirche St. Ulrich, die heute als Museum genutzt wird. Auf dem heute Domgarten genannten Gelände befand sich ursprünglich der ehemalige Domfriedhof, der am Beginn des 19. Jahrhunderts wegen Überbelegung und katastrophaler hygienischer Zustände aufgelöst werden musste.
Als 1984/1985 das Domkapitel den Ehrgeiz hatte, im Mittelschiff des Doms eine unterirdische Bischofsgrablege einzurichten, mussten diesem Vorhaben umfangreiche archäologische Grabungen und bauforscherische Untersuchungen vorausgehen. In diese Untersuchungen eingebunden wurden Teile der ehemaligen romanischen Atriumsarkaden. Von 1985 bis 1988 erfolgten umfassende Restaurierungen des Innenraums, wobei die historisch gewachsene Raumfarbigkeit unverändert belassen wurde. Anschließend wurden alle Außenfassaden von ihren schädlichen Gipskrusten befreit. Die restauratorischen Arbeiten an den über 170 Figuren und Figürchen des Hauptportals dauerten bis zum Jahr 2010 an. Nachdem der Dom den Besuchern jahrzehntelang schwarz erschienen war, zeigte sich der Dom nach diesen Arbeiten, wieder im ursprünglichen Weiß des Kalksteins.
Die Erhaltung des Regensburger Domes war einer der Schwerpunktes des dezentralen Projektes Regensburg - Bauen in einer 2000 Jahre alten Stadt der Expo 2000.
Der Regensburger Dom untersteht dem Patrozinium des Heiligen Petrus. Im Bistum Regensburg reifen seit geraumer Zeit Pläne, den Dom St. Peter in den Besitz der Diözese Regensburg zu überführen. Derzeitiger Eigentümer ist der Freistaat Bayern.

## Kurzcharakterisierung des Baus

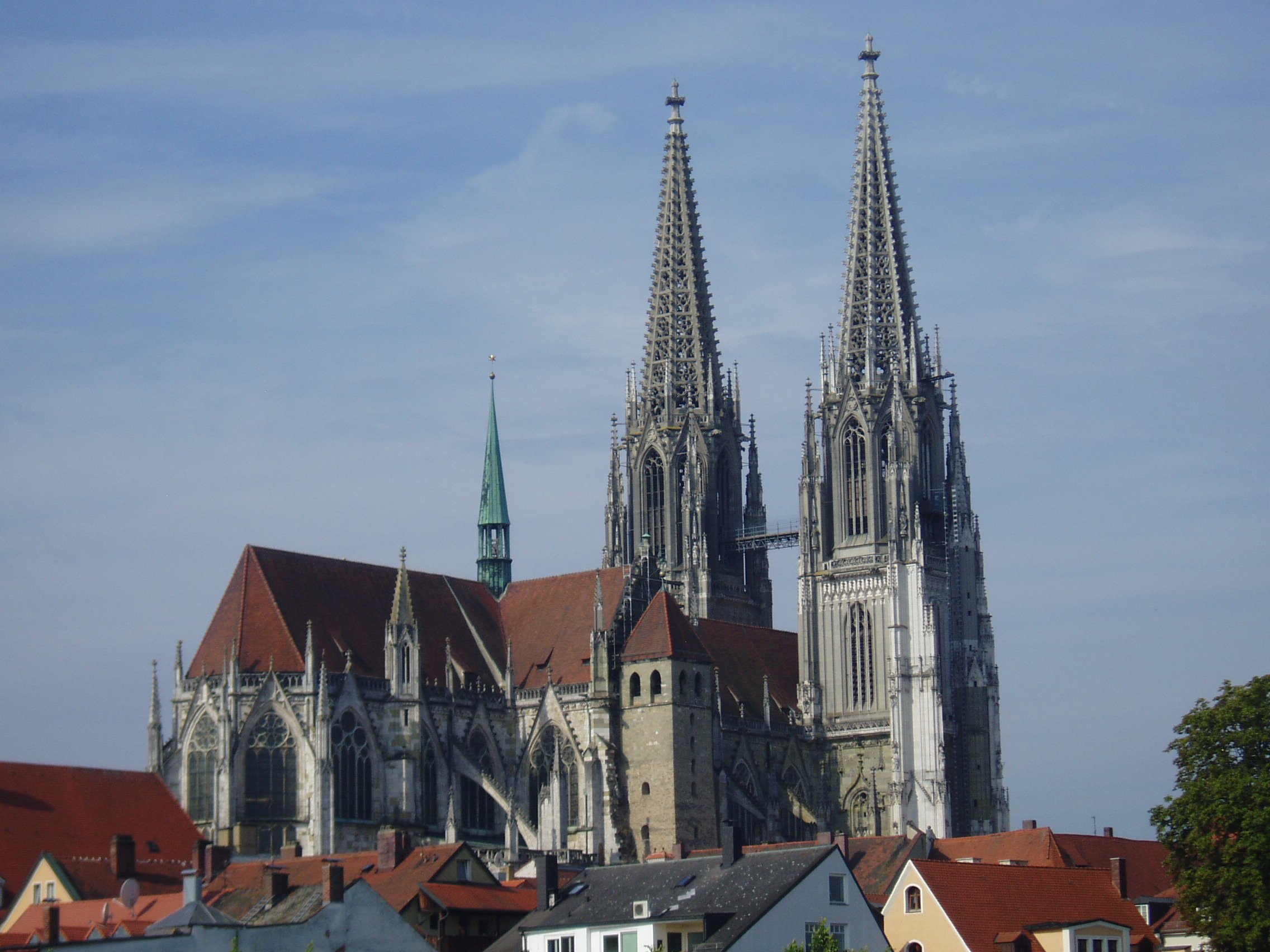
Ansicht von Nordosten: Vor dem nördlichen Querhaus steht der Eselsturm. (2008)

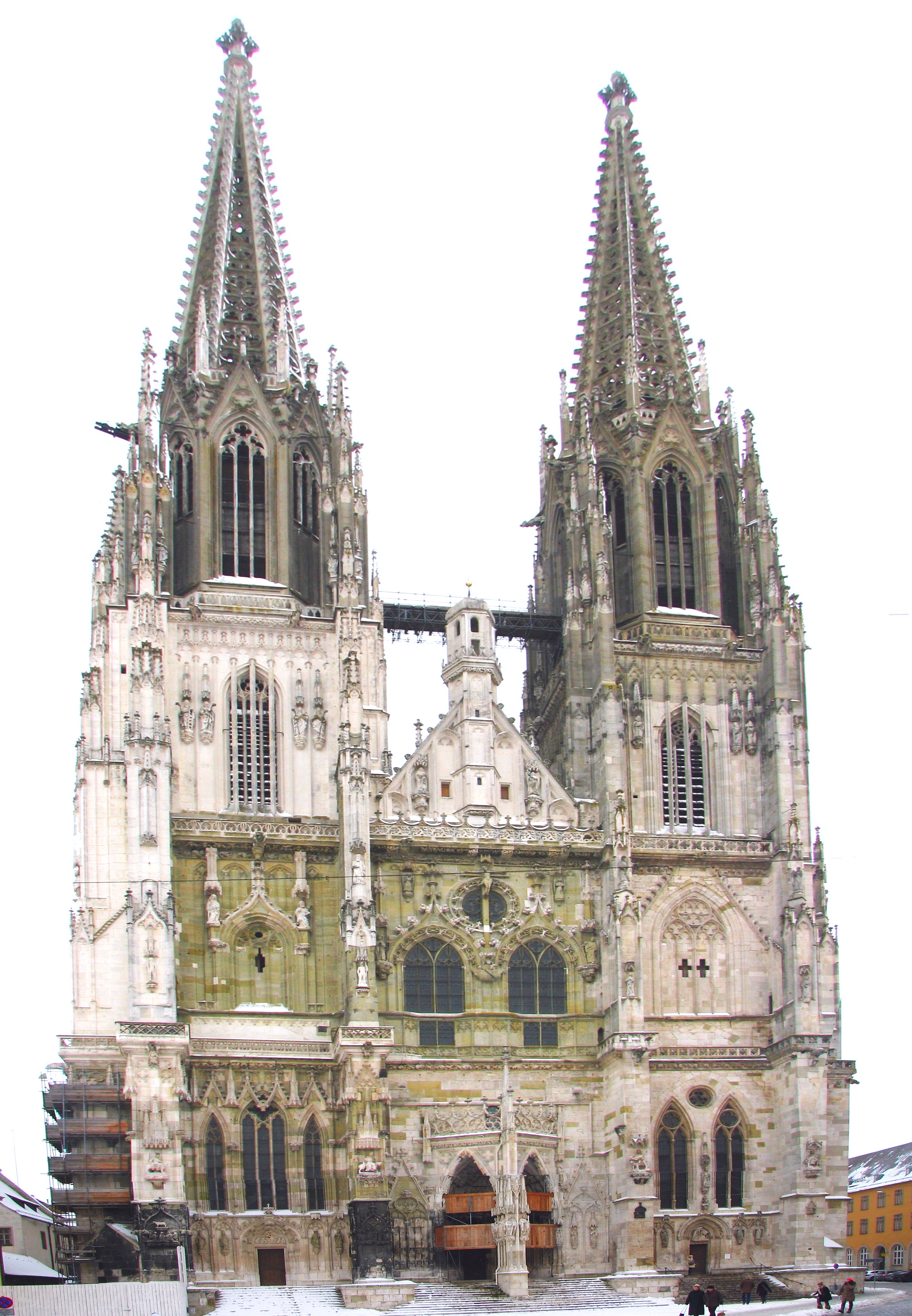
Westfassade (Jan. 2010): Die Mitte zeigt einen größeren Bereich, der aus Grünsandstein anstelle von Kalkstein besteht.

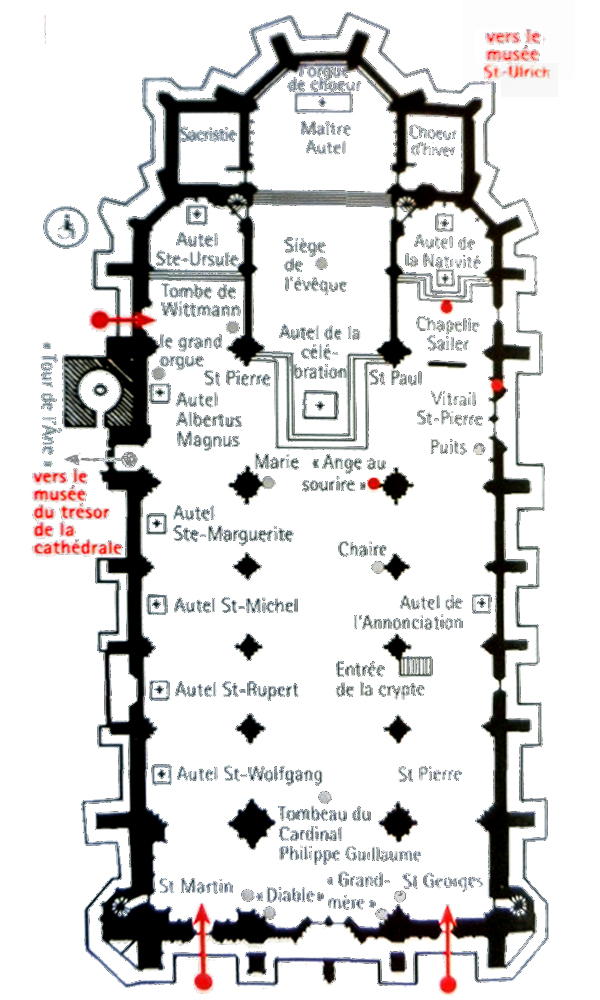
Grundriss

Der Regensburger Dom ist nach dem in Frankreich geprägten Typus der „klassischen“ gotischen Kathedralen erbaut worden. Eine Quelle nennt konkret das Kirchengebäude St. Urbain in Troyes/Burgund als Vorbild. Charakteristisch sind hierfür die basilikale Anlage mit dreigeschossigem Aufriss des Mittelschiffs, das Querhaus und eine imponierende Westfassade mit zwei Türmen. Zusätzlich sollte die Vierung durch einen hoch aufragenden Turm bekrönt werden, der nie zur Ausführung kam. Es fallen jedoch einige Veränderungen gegenüber den französischen Vorbildern auf: Der durchgehend gewölbte Bau besitzt ein verhältnismäßig kurzes Langhaus mit nur fünf Jochen. Das Querhaus ragt nicht hervor, vor allem aber fehlt der übliche Chorumgang mit Kapellenkranz. Dafür findet sich in Regensburg eine traditionsbezogene Lösung mit drei gestaffelten Chören. Bereits der alte Dom besaß diese Chorgestalt. So wurden beim Neubau absichtlich Elemente des alten Doms zitiert und liturgische „Orte“ übernommen. Ungewöhnlicherweise steht der gesamte Dom auf einem mächtigen Sockel, der sich mehr als drei Meter über das Fußbodenniveau des alten Doms erhob. Damit hebt er sich deutlich von seiner Umgebung ab.
Besonders hervorzuheben ist die künstlerische Leistung des Dombaumeisters, der ab etwa 1295 die Planänderung für den bereits begonnenen Dombau durchgeführt hat. Er verstand es, die anfangs geplante, niedrige und gedrungene Anlage, die in den Ostteilen durch die fertigen Fundamente und einige aufragende Mauerzüge schon weitgehend festgelegt war, zu einer gotischen Kathedrale nach französischem Schema umzuwandeln. Feinfühlig führte er die älteren Formen fast unmerklich in den neuen Stil über. Er entschied sich deshalb auch für eine im ausgehenden 13. Jahrhundert höchst ungewöhnliche Formensprache: Statt des filigranhaften, zerbrechlichen Skelettsystems der französischen Gotik dieser Zeit wählte er eine ausgesprochen körperhaft-kräftige Architektur, welche Durchdringung, Masse und räumlich-plastische Modellierung als wesentliche Gestaltungselemente einsetzt. So glückte ihm eine harmonische Anbindung der älteren Bauphase an die Formensprache der Hochgotik. Die beschriebene Architektur wirkt wie eine Vorwegnahme von Gestaltungsweisen, die sich nach der Mitte des 14. Jahrhunderts allgemein verbreiteten. So konnte dieser Dombaumeister auch spätere Generationen überzeugen, und seine Pläne wurden bis zur Fertigstellung des Innenraums nicht mehr geändert.
Die wichtigsten Maße: Gesamtlänge des Doms innen 85,40 Meter, Breite innen 34,80 Meter, Höhe des Mittelschiffs 31,85 Meter, Höhe der Türme 105 Meter.
Eine Besonderheit des Regensburger Doms ist die räumliche Trennung vom älteren Doppelkreuzgang, die durch die Versetzung des gotischen Neubaus nach Südwesten entstand.

## Ausstattung

### Hochaltar

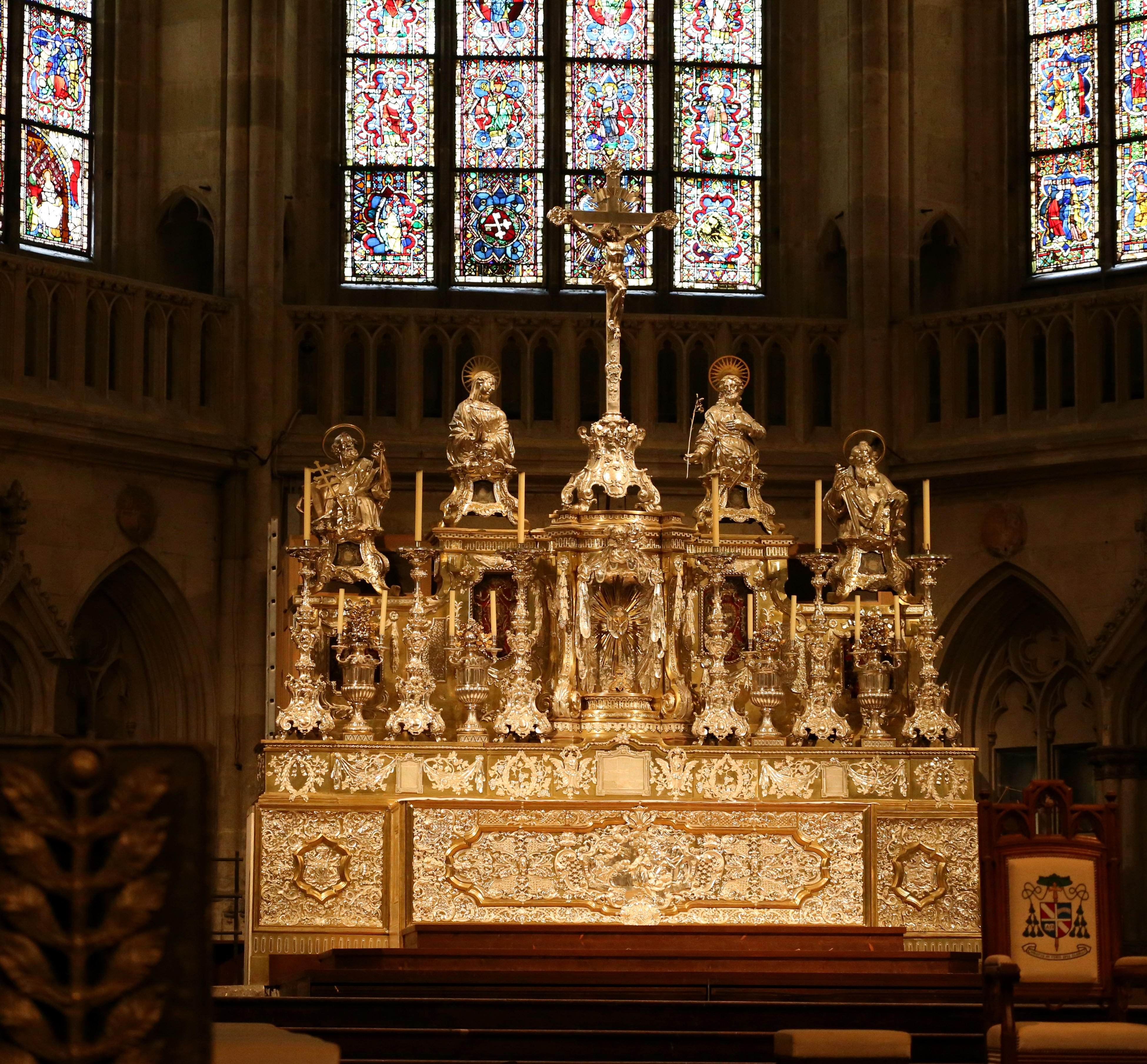
Silberner Hochaltar

Der prunkvolle Hochaltar aus Silber und vergoldetem Kupfer ist trotz seines einheitlichen Bildes erst im Laufe von knapp 100 Jahren zur heutigen Anlage zusammengewachsen.
Die einzelnen Teile entstanden in folgender Reihe:
- 1695/1696: Silberne Büsten der Heiligen Maria und Josef
- 1731: Antependium mit Reliefdarstellung des hl. Johannes Nepomuk
- 1764: Silberne Büsten der Heiligen Petrus und Paulus
- 1777: Sechs Silberleuchter und Altarkreuz, Stiftung des Bischofs Anton Ignaz Graf von Fugger (1769–1787)
- 1784/1785 Altaraufbau einschließlich Tabernakel und Vasen.

Bischof Anton Ignaz stiftete dazu 5.000 Gulden; die restlichen 10.000 Gulden finanzierte das Domkapitel durch Einschmelzen großer Teile des Domschatzes. Alle Stücke stammen von Augsburger Künstlern, wobei vor allem der Goldschmied Georg Ignaz Bauer beteiligt war.

### Baldachinaltäre

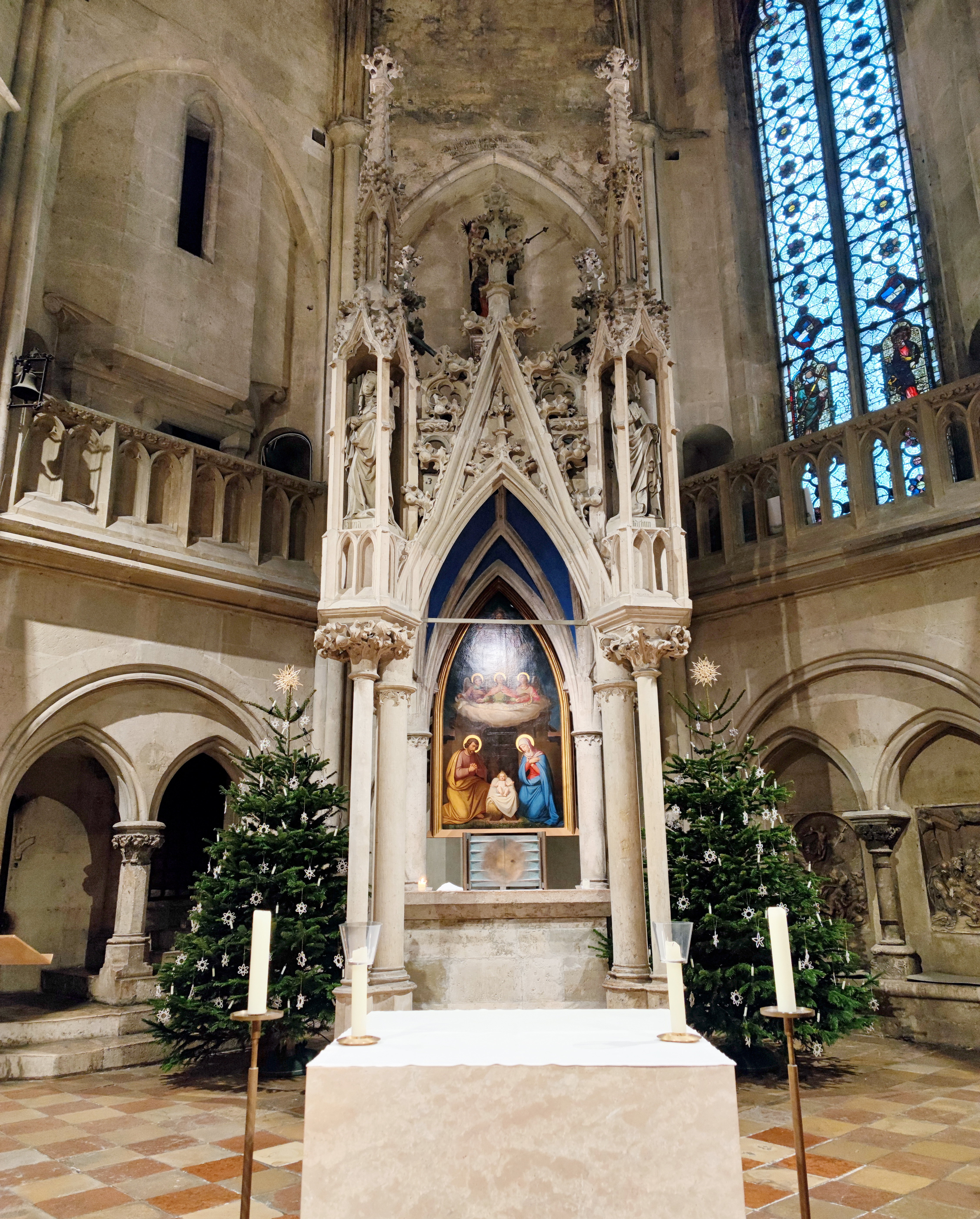
Ziborium im Südchor, davor der Zelebrationsaltar von Helmut Langhammer

Im Dom haben sich fünf gotische Baldachin- oder Ziboriumaltäre erhalten:
- Der Heinrich- und Kunigunden-Altar im 3. Joch des nördlichen Seitenschiffs ist der älteste Altar im Dom, entstanden um 1320, mit freigelegter alter Bemalung. In den Figurentabernakeln die Heiligen Heinrich und Kunigunde über den Wappen der Stifter und den Evangelistensymbolen. Als Stifter werden Heinrich und Kunigunde von Hohenfels angenommen (nachweisbar zwischen 1290 und 1326). Das Altarbild zeigt die Taufe des Bayernherzogs Theodo durch den hl. Rupert (1838/39 von Max Joseph Hailer).
- Der Verkündigungsaltar im 2. Joch des südlichen Seitenschiffs entstand um 1330. Unter den Eckbaldachinenen befindet sich eine Darstellung der Verkündigung. In dem 1938 geschaffenen Altarretabel mit Strahlenkranz steht eine kleine Steinfigur der Muttergottes mit Kind, im sogenannten weichen Stil, um 1420.
- Der Geburt-Christi-Altar im südlichen Nebenchor entstand um 1410/20. Seinen Namen trägt er nach dem Altarbild, das 1838 von Joseph Kranzberger gemalt wurde. Die Altararchitektur und die Skulpturen in den Figurentabernakeln (Joachim, Anna, zwei Bischöfe) stammen von der Werkstatt, die gleichzeitig am Hauptportal des Doms arbeitete. Vor dem Ziborium befindet sich seit 2004 ein Altar aus der Hand von Helmut Langhammer.
- Der Ursula-Altar im nördlichen Nebenchor ist um 1420/30 entstanden. Er präsentiert in seiner artistisch überfeinerten Steinmetzkunst einen Höhepunkt spätgotischer Dekorationsmöglichkeit. Über der Mensa erhebt sich ein wohl bald nach 1440 eingepasstes Steinretabel mit Reliefs der Verkündigung an Maria und des Martyriums der hl. Ursula, dazu als Stifter der Kanoniker Wolfhard Wölfel († 1440). Rückseitig ist das Schweißtuch Christi zwischen zwei Engeln dargestellt.
- Der Albertus-Magnus-Altar steht vor der Wand des nördlichen Querhauses, unter der neuen Domorgel. Er wurde 1473 vom damaligen Dombaumeister Konrad Roritzer geschaffen – damals als Wolfgangsaltar. Das Altarbild zeigt den hl. Albertus Magnus (1932 von Franz Xaver Dietrich).

### Kanzel
Die spätgotische, auf 1482 datierte und von Matthäus Roritzer entworfene Kanzel steht vor dem ersten südlichen Langhauspfeiler. Über einer aufwendigen Stütze erhebt sich der achtseitige Kanzelkorb, dessen Brüstungsfelder mit Maßwerk und kunstvoll verschlungenen Ästen belegt sind. Treppe mit schmiedeeisernem Geländer des 17. Jahrhunderts. Von der Kanzel hat 1556/1557 der heilige Petrus Canisius gepredigt.

### Sakramentshaus
Im Hauptchor ist nördlich des Hochaltars das Sakramentshaus an die Wand gesetzt. Offensichtlich wurde es zunächst als kleinere, freistehende Anlage in Form einer spätgotischen Turmmonstranz begonnen, aber dann während der Ausführung direkt an die Wand gerückt und mit einem sehr hohen, überschlanken Aufbau versehen. Es trägt die Jahreszahl 1493 und das Wappen des Stifters, des Domherrn Georg von Preysing. Der Unterbau ist dem Matthäus Roritzer zuzuschreiben, der hohe Aufsatz wurde nach 1495 von seinem Bruder Wolfgang Roritzer geschaffen.

### Ziehbrunnen
Der mehr als 12 Meter tiefe Ziehbrunnen neben dem südlichen Querhausportal erhielt um 1470/80 ein neues polygonales Brunnenbecken. Im Jahr 1500 setzte Dombaumeister Wolfgang Roritzer einen reichen Maßwerkbaldachin darauf, den zwei profilierte Pfeiler tragen. Am vorderen Pfeiler stehen die Steinfigürchen von Christus und der Samariterin am Brunnen.

### Glasmalereien

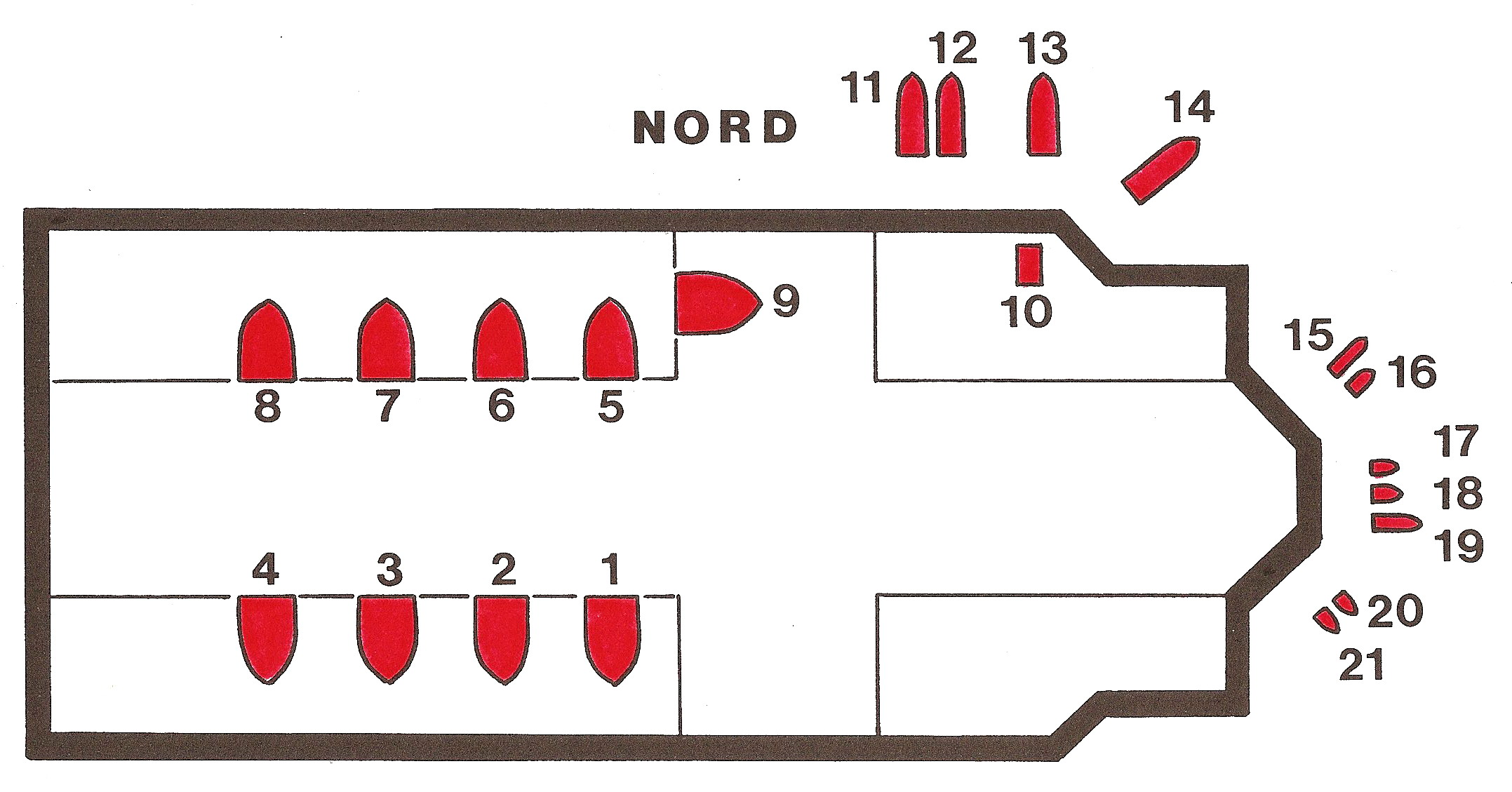
Lageplan der Oberberger-Fenster

Der Regensburger Dom besitzt einen der umfangreichsten noch erhaltenen mittelalterlichen Glasmalereibestände des deutschsprachigen Raumes. In beinahe allen Fenstern haben sich, mit Ausnahme des Obergadens und der Westfassade, originale Glasmalereien erhalten. Die ältesten stammen noch aus dem romanischen Vorgängerbau und wurden als Spolien in den heutigen Dom eingebaut. Die mittelalterlichen Fenster bestehen aus farbigen Gläsern, die mosaikartig zusammengesetzt sind. Im südlichen Querhaus ist ein Glasfenster erhalten, das noch vor dem Baubeginn des gotischen Domes entstanden sein dürfte. Es zeigt die Genealogie Christi; zu sehen ist der Stammbaum Jesu und eine Darstellung der Geburtsszene. Die Fenster der Westfassade wurden erst im 19. Jahrhundert ergänzt. 1967 und 1968 kamen die Fenster aus der Hand von Josef Oberberger im linken Nebenchor hinzu und haben im nebenstehenden Lageplan die Nummern 11 bis 14.
Oberberger schuf auch die acht Obergadenfenster (1–8) im Stil zur Gotik passend, die sieben Laternenfenster (15–21) in der Sockelzone des Hauptchorabschlusses und ein kleines Fenster (10) im Nordchor. Im Westen des nördlichen Querschiffes befindet sich das ebenfalls von Josef Oberberger gestaltete Pfingstfenster (9), das 1989 anlässlich des 1250-jährigen Jubiläums des Bistums eingesetzt wurde.
Schon zum Beginn des Krieges begannen 1939 am Dom Luftschutzmaßnahmen. Die Glasfenster wurden ausgebaut und im östlich benachbarten sogenannten Römerturm gelagert. Einige der Pfeilerfiguren aus dem Dominneren werden in den nördlichen Eselsturm verbracht.

### Weitere Ausstattung
Die Erminoldmaria ist der eine Bestandteil einer berühmten Verkündigungsgruppe im Regensburger Dom. Sie geht zurück auf den sogenannten Erminoldmeister, der die Marienfigur und die gegenüber stehende Figur des „lachenden Engels“ Gabriel um 1280 in Stein gehauen und bunt bemalt hat. Dieser Meister, einer der führenden Bildhauer des 13. Jahrhunderts in Deutschland, hatte bereits die Figuren am Westportal des Basler Münsters geschaffen.
Die beiden Figuren korrespondieren an den beiden westlichen Vierungspfeilern miteinander. Maria hat die rechte Hand leicht abwehrend zum Gruß erhoben. In der linken Hand hält sie ein Buch, in das sie den Zeigefinger eingemerkt hat. Dies ist Zeichen dafür, Maria sei als Tochter eines guten Hauses gerade beim Lesen gewesen. Die andere Hand ist nach vorne gestreckt: Im Mittelalter war dies Zeichen des Treueschwurs eines Vasallen an seinen Herrn. Die demonstrativ hingestreckte Hand drückt aus, ohne Waffen vor dem Lehnsherrn zu stehen. Die Darstellung der Figuren, ihre „tiefe, vermenschlichte Innigkeit“ ist eine Neuerung für die damalige Zeit. Auffällig sind dabei unter anderem die großen Füße des Engels Gabriel, mit denen der Baumeister dessen sichtbare Landung auf der Erde zum Ausdruck bringen wollte. Besonders auffällig ist auch das Lachen des Engels, das ihm den Namen gab. Während im Mittelalter Lachen zunächst als sündhaft gelten konnte, änderte sich dies durch die scholastische Philosophie; diese rezipierte den antiken Philosophen Aristoteles, der der Ansicht war, die Fähigkeit zum Lachen mache den Unterschied zwischen Menschen und Tier aus. Das Lachen des Engels kann als Ausdruck dieser gewandelten Auffassung gelten. Das Lachen des Engels erwidert Maria mit einem Lächeln. Da die beiden Figuren ursprünglich sehr bunt bemalt waren, müssen sie dadurch noch lebendiger gewirkt haben.
An den östlichen Vierungspfeilern befinden sich die Steinfiguren der Heiligen Petrus und Paulus, die um 1320 bzw. 1360/1370 entstanden.
An der Außenseite befindet sich auch eine Judensau in Form einer Sau, an deren Zitzen drei Juden hängen. Die Judensau ist zudem in Richtung auf das ehemalige Judenviertel am Neupfarrplatz ausgerichtet. Im Jahr 2005 wurde nach einer Kontroverse ein Hinweisschild aufgestellt. Seit 2023 gibt es eine neue Informationstafel auf Deutsch und Englisch sowie QR-Codes für weitere Informationen, erarbeitet von Verantwortlichen der jüdischen Gemeinden, der christlichen Kirchen und staatlicher Stellen.

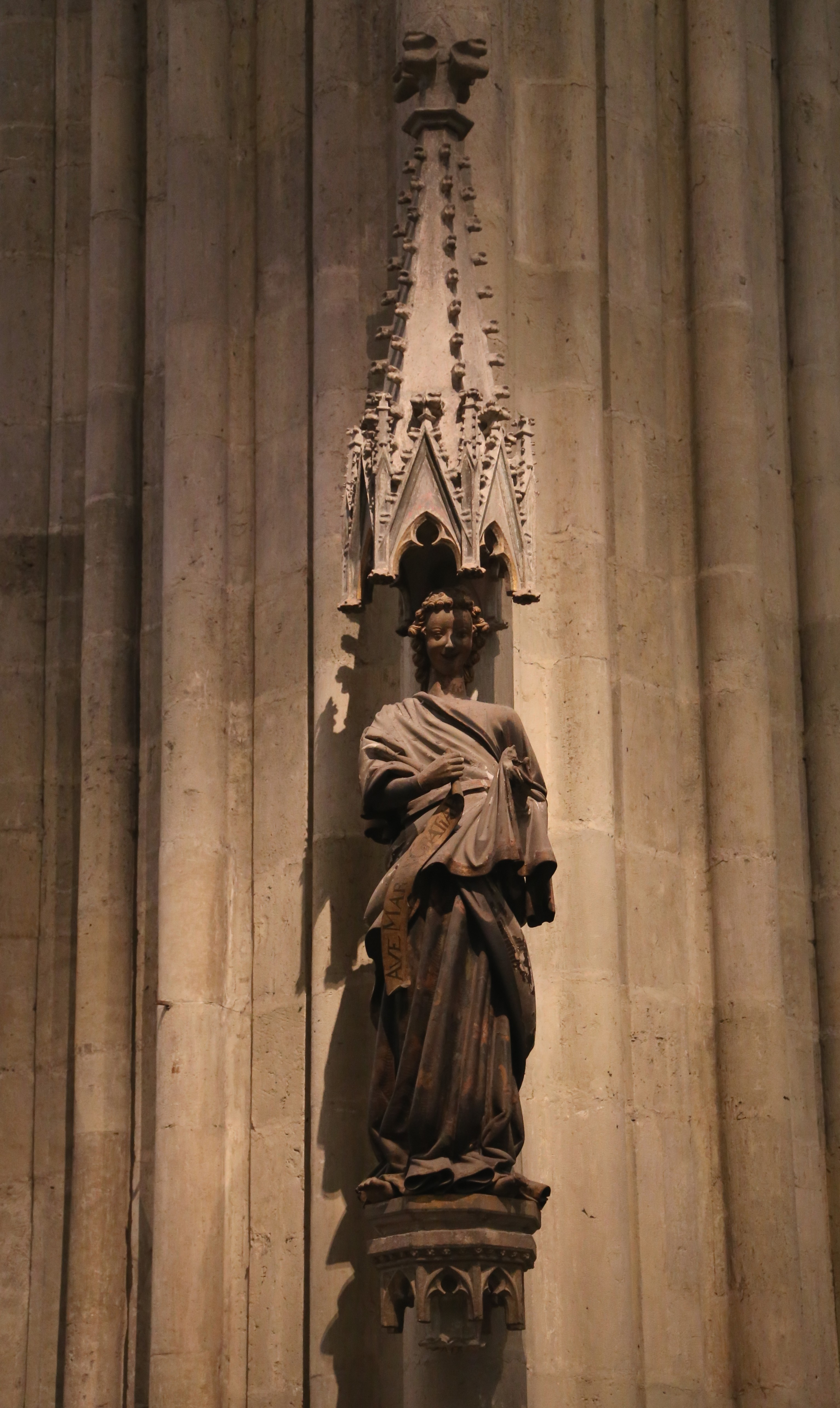
Figur des „lachenden Engels“ am südwestlichen Vierungspfeiler
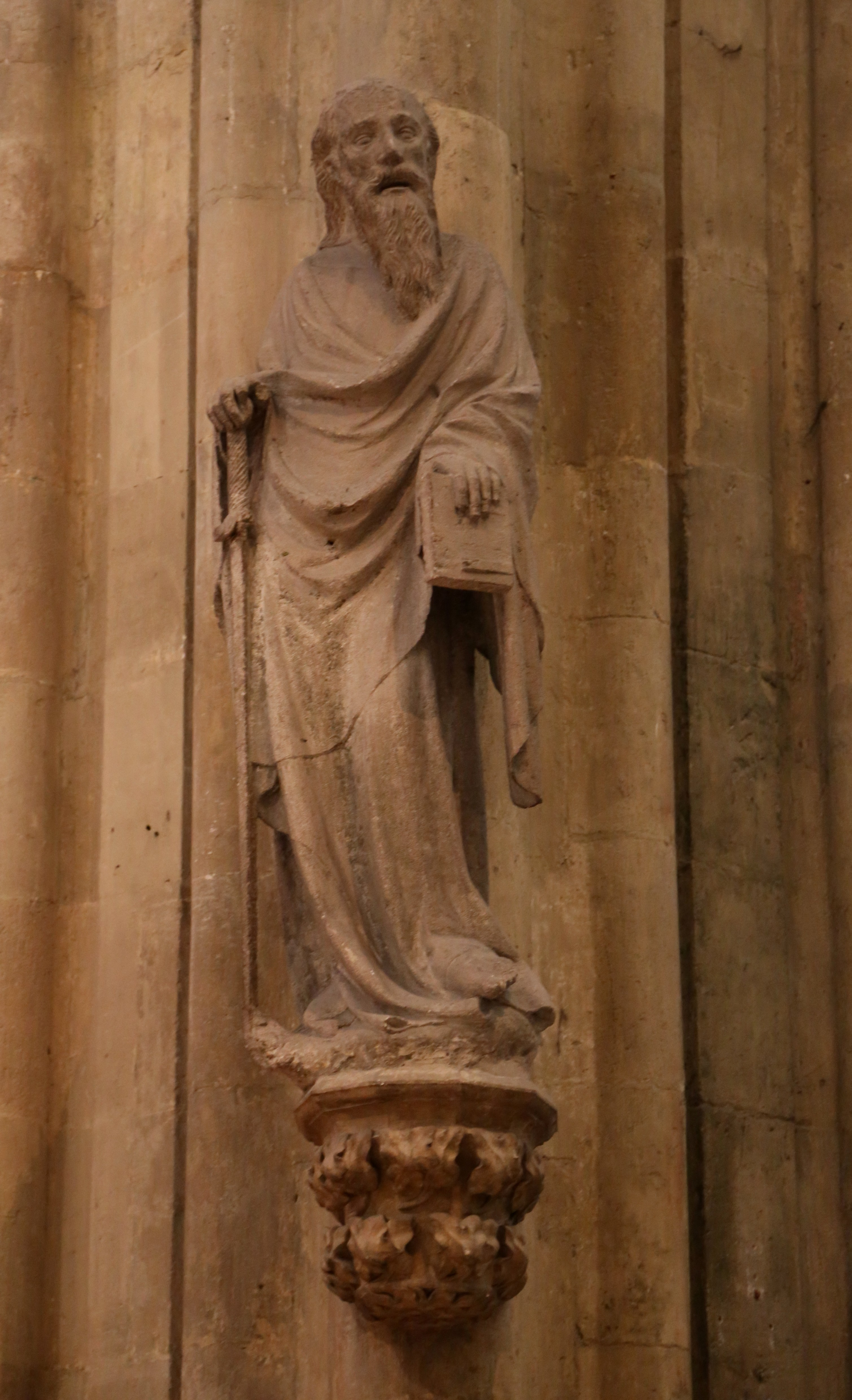
Figur des hl. Paulus am südöstlichen Vierungspfeiler
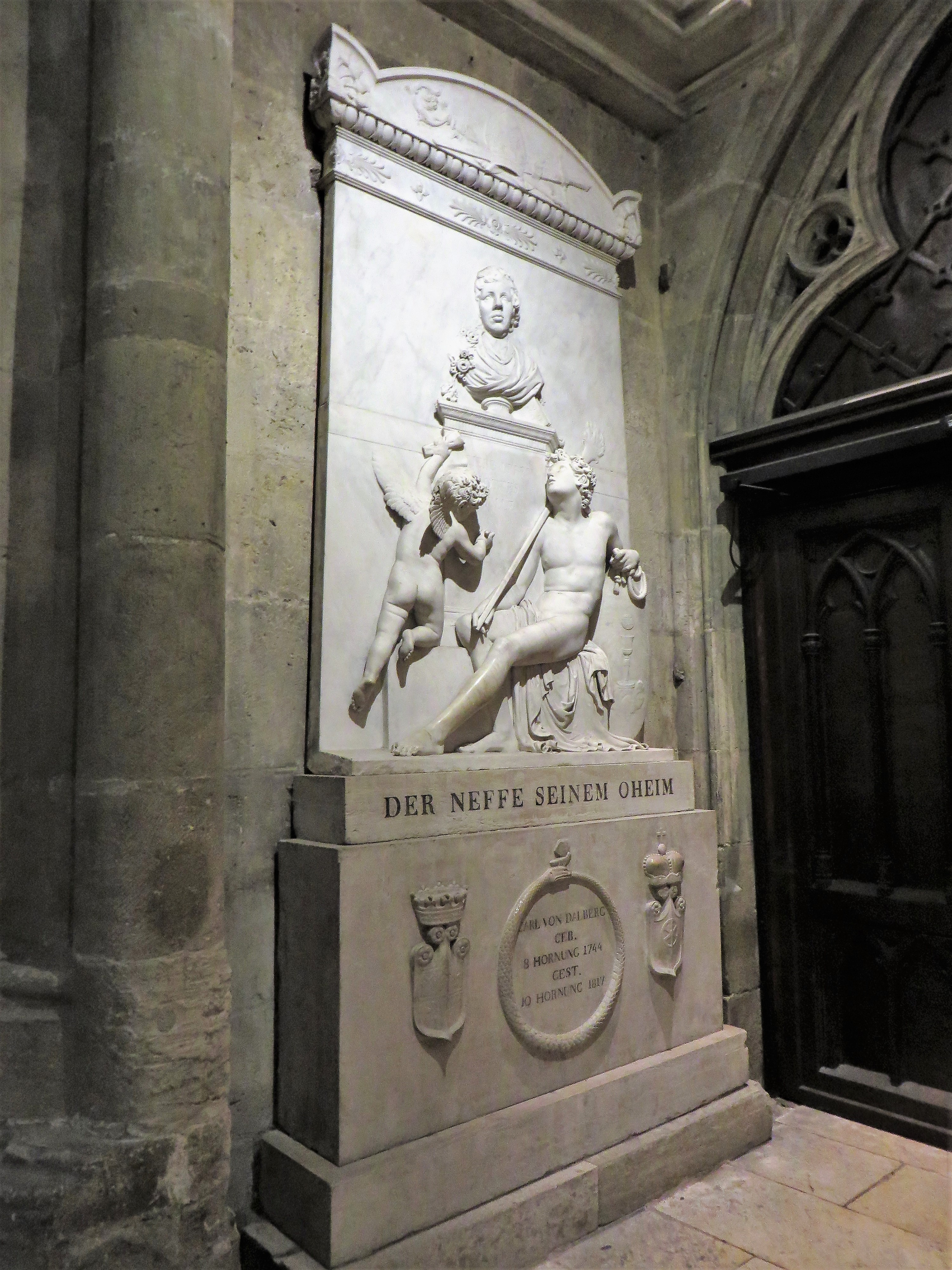
Epitaph für Karl Theodor von Dalberg
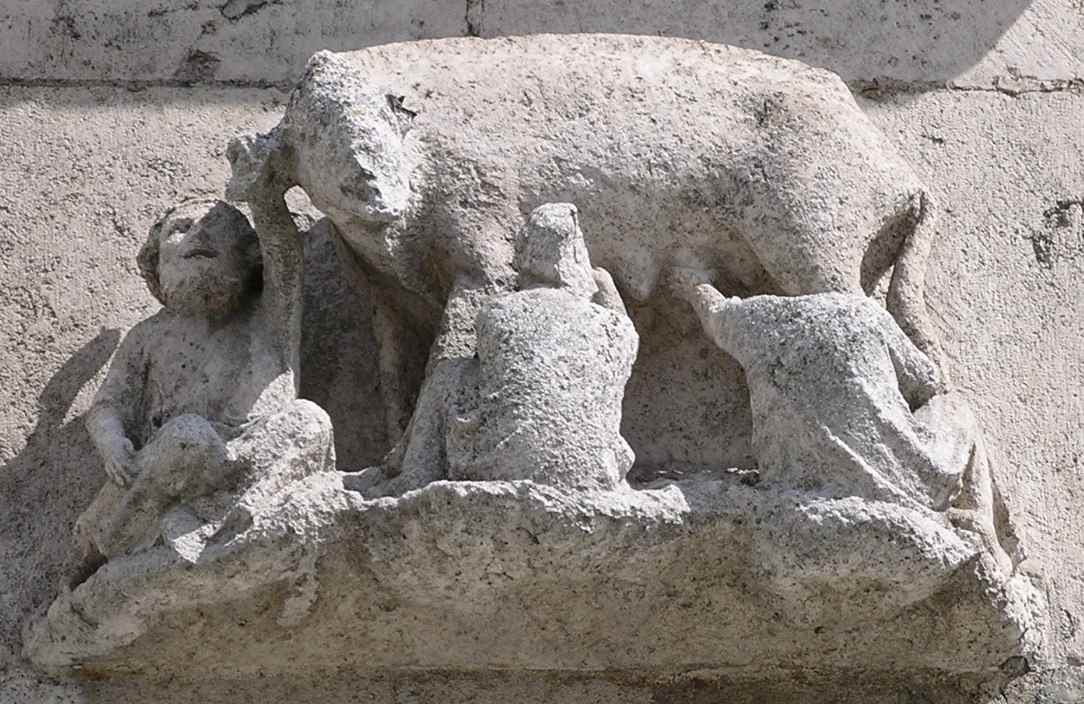
Judensau an der Südseite (um 1330)
Hinweisschild zur Judensau (vor 2023)
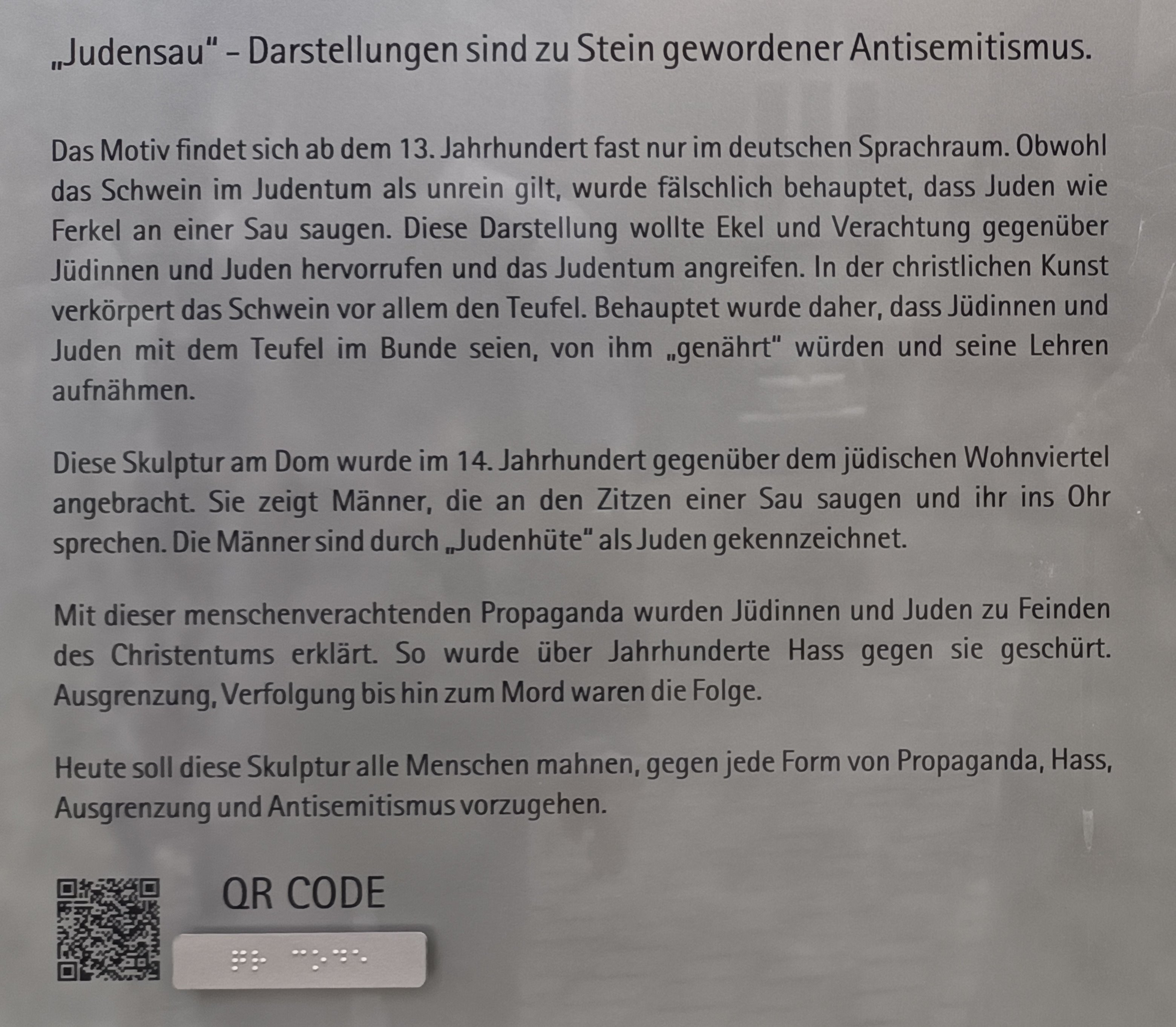
Hinweisschild (Ausschnitt) zur Judensau (seit 2023)

### Hauptportal

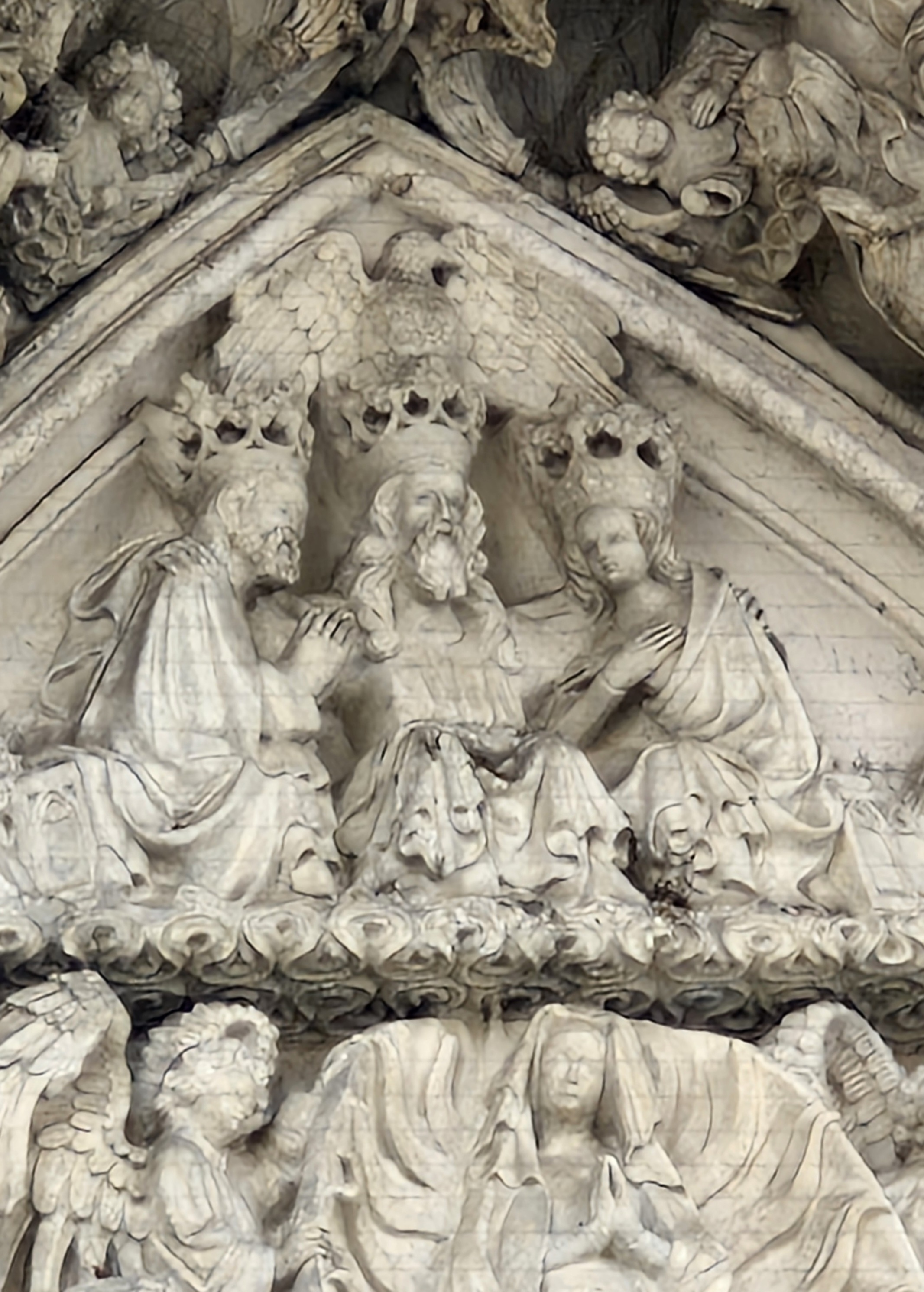
Inthronisation Mariens

Das Hauptportal des Regensburger Domes ist „eines der bedeutendsten gotischen Figurenportale in Süddeutschland“. Das Portal zeigt in einem ausführlichen Zyklus das Leben Mariens. Es zeigt die „Wurzel Jesse“, die Legende von Joachim und Anna, die Geburt Marien, ihren Gang in den Tempel, die Hochzeit mit Joseph, die Verkündigung und Geburt sowie die Kindheitsgeschichte Jesu. Das Tympanon zeigt die Inthronisation, darunter Tod, Begräbnis und Himmelfahrt Mariens.
Zudem sind sechs kleinere und zwölf größere Prophetenfiguren dargestellt. Weitere Heiligen- und Apostelfiguren zieren das Portal.
Die Bildwerke des Hauptportals wurden während des Krieges im November 1942 als Schutzmaßnahme bei Bombenangriffen mit einer 8 m hohen, 6 m breiten und 1 m starken Backsteinmauer aus 10.000 Backsteinen geschützt, die im März 1947 wieder entfernt wurde.

## Allerheiligenkapelle
Die Allerheiligenkapelle im Domkreuzgang wurde 1164 als Grabkapelle für Bischof Hartwig II. von den Comasken (einer Baumeisterzunft aus Como, Norditalien) erbaut. Im Inneren besteht sie aus einem feingegliederten Zentralbau mit Fresken aus der Erbauungszeit.

## Bedeutung

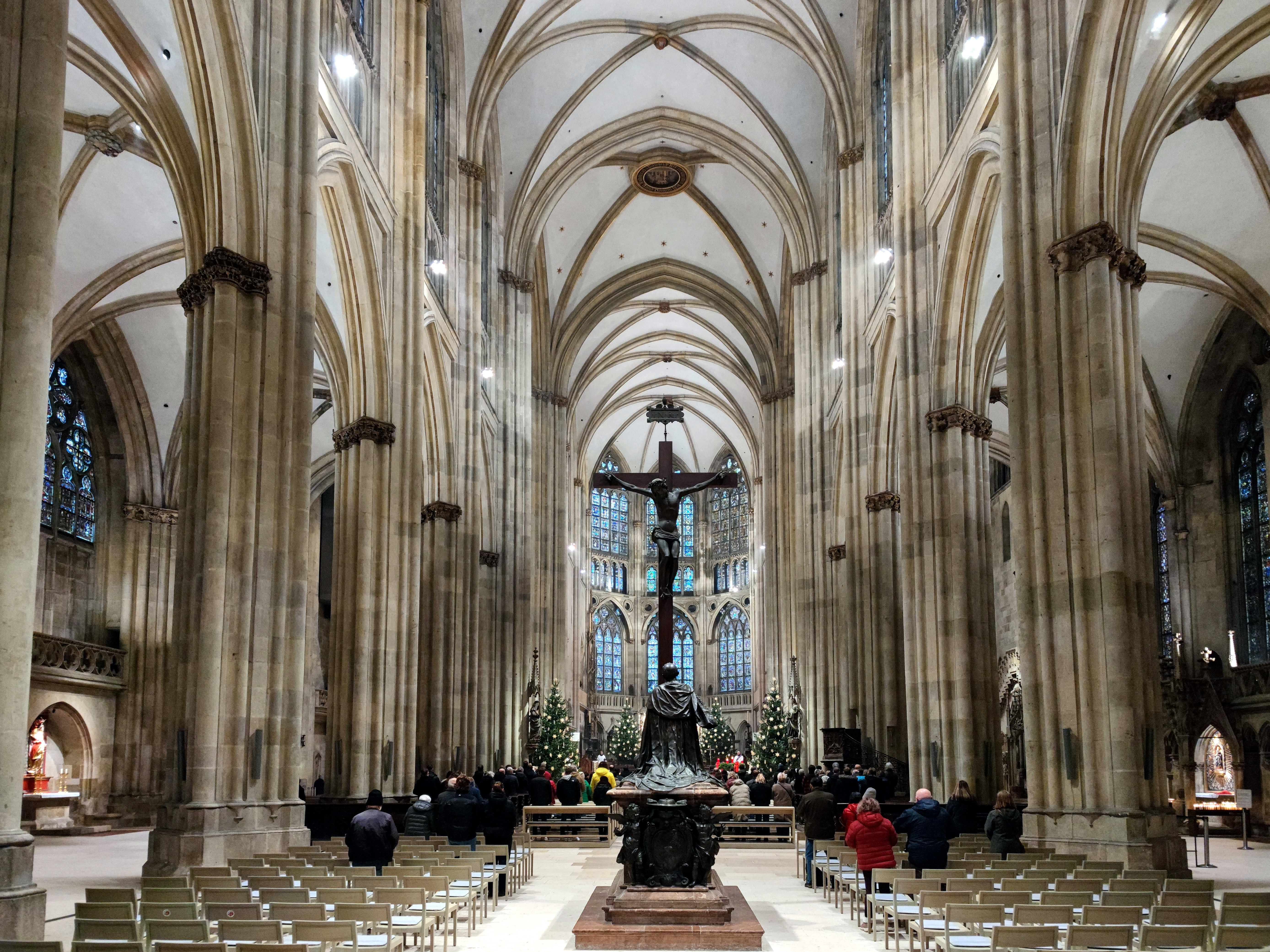
Innenraum des Doms; links im Vordergrund das Bronzedenkmal für Philipp von Bayern

Der Regensburger Dom ist die Bischofs- und Hauptkirche des Bistums Regensburg. Das Bauwerk gilt als das bemerkenswerteste der süddeutschen Gotik.
Der Dom ist Ruhestätte von Fürsten und Bischöfe, unter ihnen auch der für Regensburg sehr bedeutende Karl Theodor von Dalberg, ehemaliger Kurfürst von Mainz, Erzbischof, und im 18. Jahrhundert regierender Fürst der Fürstentümer Regensburg und Aschaffenburg. Dalberg verstarb im Februar 1817 und seine Beisetzung erfolgte im Mittelschiff des Doms. Das für ihn 1824 vom italienischen Bildhauer Luigi Zandomeneghi (1778–1850) geschaffene Epitaph aus Carrara-Marmor wird leicht übersehen, denn es findet sich abseits verborgen im nördlichen Durchgang zum Domschatzmuseum. Das Epitaph gilt als ein Hauptwerk der klassizistischen Skulptur im Raum Regensburg. Weitere Begräbnisse erfolgten für Johann Michael Sailer (1829–1832, Grabdenkmal geschaffen von Konrad Eberhard im südlichen Nebenchor), Georg Michael Wittmann (1832–1833, Grabdenkmal ebenfalls von Konrad Eberhard im nördlichen Nebenchor), Erzbischof Michael Buchberger (1927–1961, ebenfalls im nördlichen Nebenchor).
Im westlichen Teil des Mittelschiffs steht das Bronzedenkmal für Fürstbischof Kardinal Philipp Wilhelm (gest. 1598), in Auftrag gegeben von seinem Bruder Maximilian I. von Bayern und ausgeführt von 1607 bis 1611. Das bedeutende Monument auf mächtigem Rotmarmorsockel zeigt den jung verstorbenen Kardinal vor einem hohen Kreuz kniend. Es stand ursprünglich in der Mitte des Chors. Als Bildhauer wird Hans Krumper vermutet, vielleicht war auch Hubert Gerhard beteiligt.
Der Regensburger Dom ist auch die Heimat des traditionsreichen Domchores, der Regensburger Domspatzen. Domkapellmeister und musikalischer Leiter der Domspatzen ist seit 2019 Christian Heiß als Nachfolger von Roland Büchner.
Am 13. September 2006 besuchte Papst Benedikt XVI. den Dom zu Regensburg und hielt dort ein ökumenisches Abendlob ab. Als emeritierter Papst kehrte er am 21. Juni 2020 nochmals in den Dom zum Gebet zurück.

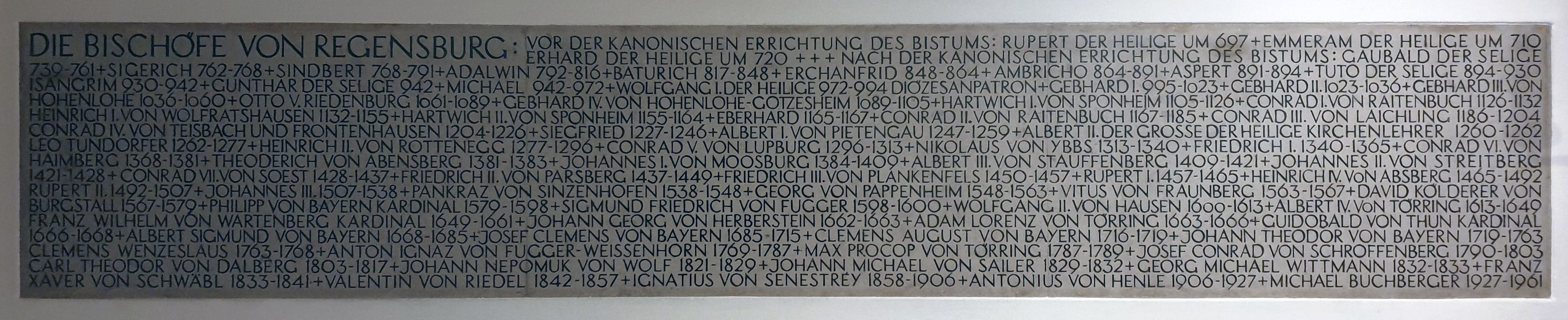
Gedenktafel der Regensburger Bischöfe

## Domorgeln
Der Dom zu Regensburg beherbergt mit 111 Registern eine der größten Orgelanlagen Deutschlands. Sie ist aufgeteilt in zwei Orgeln: Die Chororgel hinter dem Hauptaltar sowie die Hauptorgel im nördlichen Querschiff.
Seit 1996 ist Franz Josef Stoiber als Domorganist tätig.

### Chororgel

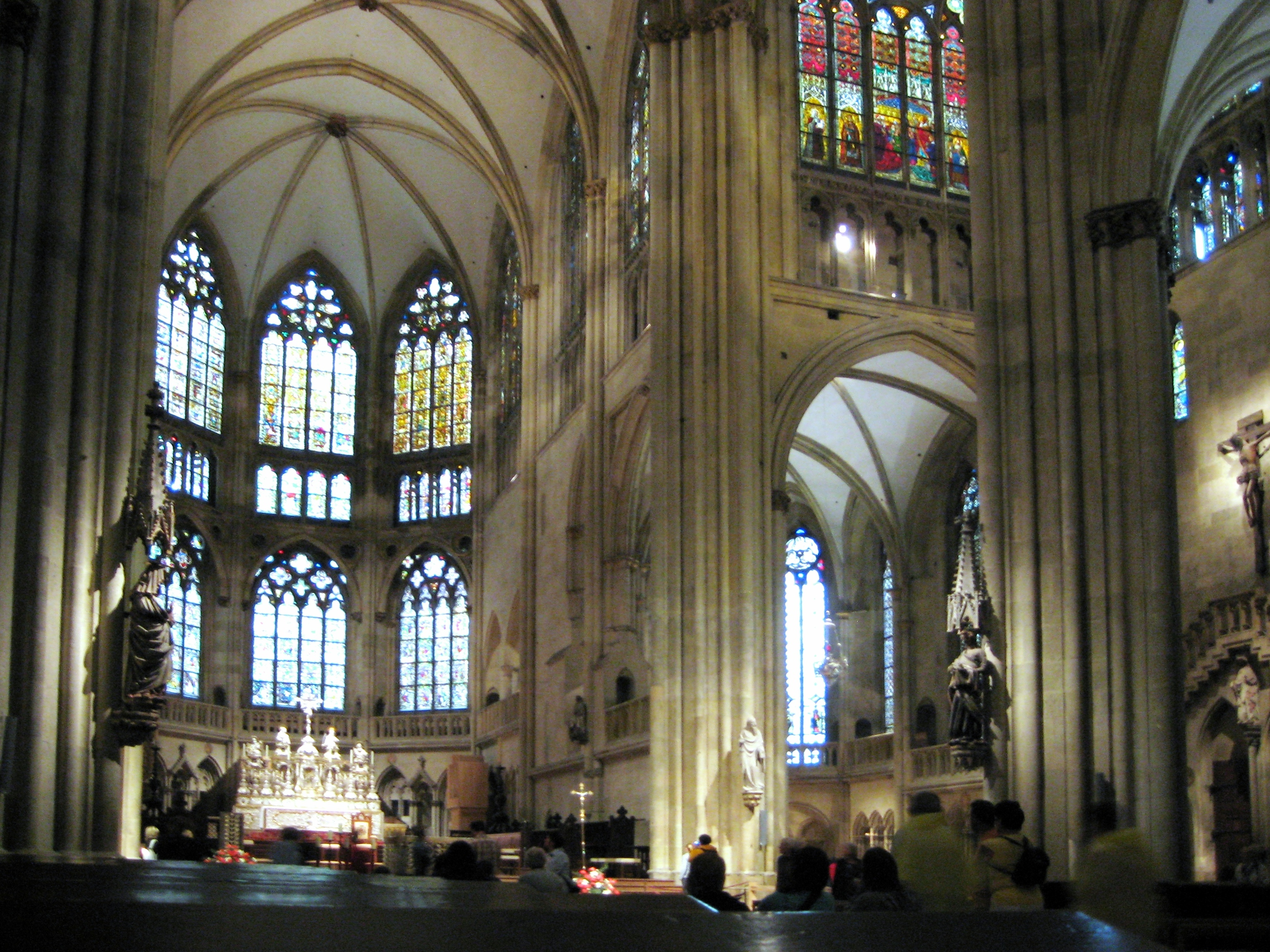
Chororgel mit Positiv im Altarraum auf der linken Seite

Die Chororgel, die direkt hinter dem Hochaltar steht, war bis zum Bau der neuen großen Orgel im nördlichen Querschiff (2009) die „Hauptorgel“ des Doms. An diesem Standort wurde nach der Purifizierung des Raumes 1839 eine 13-registrige Orgel von Johann Heinssen erbaut. 1905 folgte von der Firma Binder & Siemann eine zweimanualige Orgel mit 25 Registern, die 1947 von der Firma Steinmeyer um ein Manual erweitert wurde. 1950 erfolgte ein weiterer Umbau durch Eduard Hirnschrodt, so dass die Orgel nun über 39 Register auf drei Manualen verfügte. Beim Neubau der Chororgel (1989) wurde das Pfeifenwerk der alten „Hauptorgel“ eingelagert und 2018 durch das Domkapitel zum Verkauf angeboten.
Das heutige Instrument wurde 1989 von der Firma Mathis Orgelbau (Näfels/CH) erbaut und besaß zunächst 43 Register auf drei Manualen und Pedal. Spiel- und Registertrakturen sind vollmechanisch. Die Orgel kann auch elektrisch von den beiden Spieltischen der Hauptorgel aus angespielt werden.
Da die Chororgel nach der Fertigstellung der neuen Rieger-Orgel nicht mehr die Aufgabe einer Hauptorgel übernehmen musste, wurde das Positiv durch Rieger Orgelbau abgebaut und als eigenständige Orgel (mit 16 Registern auf zwei Manualen und Pedal) in der Pfarrkirche St. Petri in Hüsten aufgestellt. Die Chororgel verfügt heute über 33 Register und hat folgende Disposition:
| II Hauptwerk C–a3 |            |        |
| 01.               | Bourdon    | 16′    |
| 02.               | Principal  | 08′    |
| 03.               | Flauto     | 08′    |
| 04.               | Tibia      | 08′    |
| 05.               | Octave     | 04′    |
| 06.               | Spitzflöte | 04′    |
| 07.               | Quinte     | 02 ⁄3′ |
| 08.               | Octave     | 02′    |
| 09.               | Cornett V  | 08′    |
| 10.               | Mixtur V   | 02′    |
| 11.               | Scharff IV | 01′    |
| 12.               | Trompete   | 08′    |

| III Schwellwerk C–a3 |               |         |
| 13.                  | Hohlflöte     | 08′     |
| 14.                  | Gambe         | 08′     |
| 15.                  | Vox coelestis | 08′     |
| 16.                  | Principal     | 04′     |
| 17.                  | Traversflöte  | 04′     |
| 18.                  | Nasat         | 02 ⁄3′  |
| 19.                  | Octave        | 02′     |
| 20.                  | Nachthorn     | 02′     |
| 21.                  | Terz          | 01 3⁄5′ |
| 22.                  | Plein jeu V   | 02 ⁄3′  |
| 23.                  | Oboe          | 08′     |
| 24.                  | Clairon       | 04′     |
|                      | Tremulant     |         |

| Pedal C–f1 |               |         |
| 25.        | Principal     | 16′     |
| 26.        | Subbass       | 16′     |
| 27.        | Quintbass     | 10 2⁄3′ |
| 28.        | Octave        | 08′     |
| 29.        | Gedecktbass   | 08′     |
| 30.        | Choralbass    | 04′     |
| 31.        | Hintersatz IV | 02 ⁄3′  |
| 32.        | Posaune       | 16′     |
| 33.        | Zinke         | 08′     |

- Koppeln: III/II, II/P, III/P

### Hauptorgel

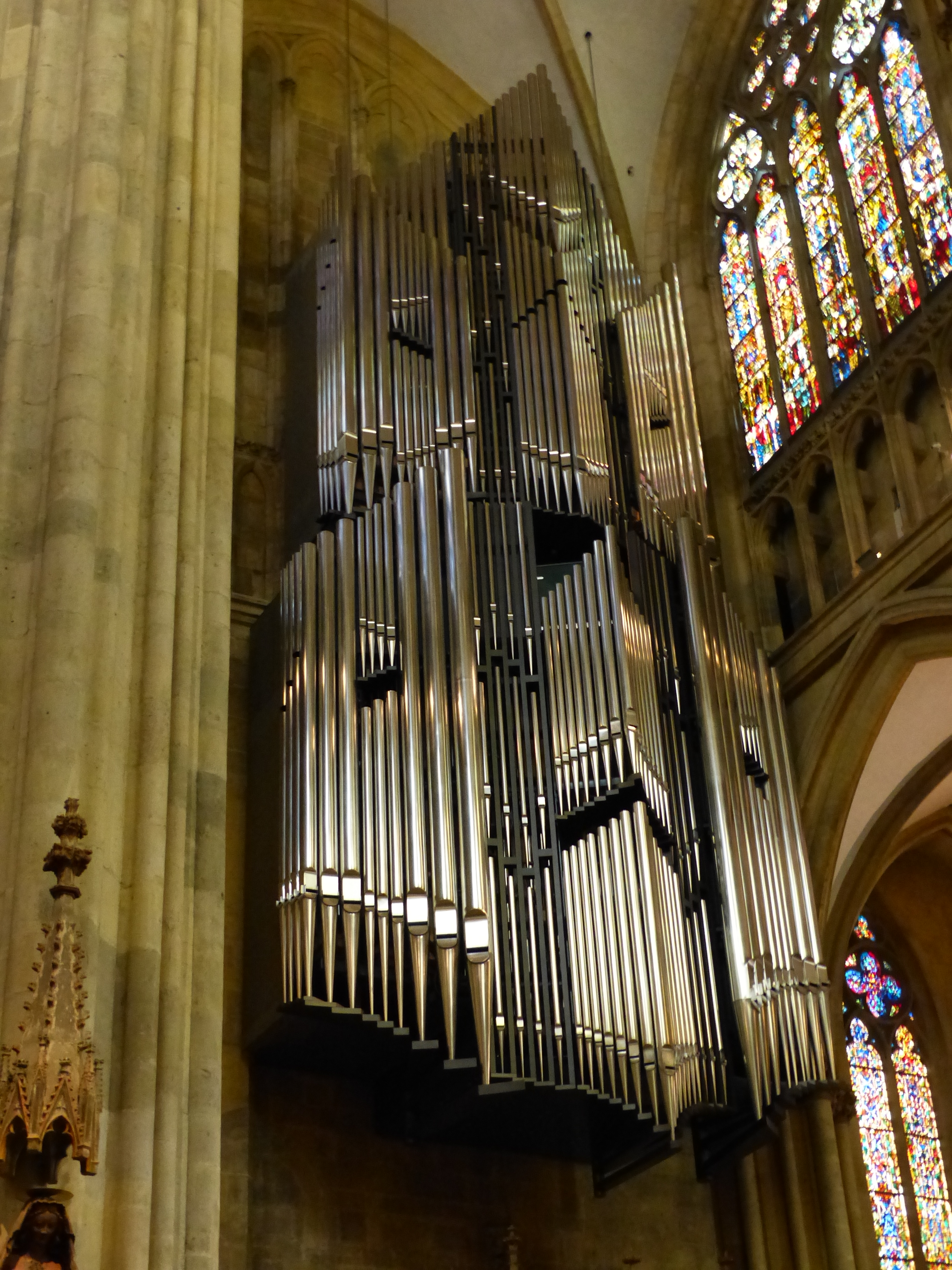
Rieger-Orgel von 2009

Die Hauptorgel im nördlichen Querschiff wurde 2009 von der Orgelbaufirma Rieger Orgelbau für 1,7 Millionen € mit 78 Registern auf 4 Manualen und Pedal erbaut. Das Instrument hängt vor der Nordwand und ist die größte freihängende Orgel (Schwalbennestorgel) der Welt.
Eine Stahlkonstruktion aus zwei aufrechten, über die gesamte Orgelhöhe verlaufenden Rahmen, die über vier je 30 mm dicke Stahlseile von einer weiteren Stahlkonstruktion im Dachstuhl gehalten werden, bildet das Korsett der Orgel. Verbunden werden die beiden senkrechten Rahmen mittels horizontaler Rahmen. Durch diese Aufhängung wird die Last des Instruments von insgesamt 36,7 Tonnen auf die Vierungspfeiler abgeleitet. Die Trägerkonstruktion selbst wiegt etwa sieben Tonnen. Insgesamt ist die Orgel 18,50 m hoch, 7,70 m breit und hat eine Tiefe von 4,10 m in der Mitte sowie 2,50 m an den Seiten.
Die Stahlkonstruktion der Orgel gliedert sich in fünf Ebenen: Auf der untersten Ebene sind das Pedalwerk sowie das Solowerk untergebracht; das Register Prinzipalbass 32' ist ab Gis im Prospekt sichtbar. Auf der darüberliegenden zweiten Ebene befindet sich das Positiv. Auf der mittleren, dritten Ebene steht der Spieltisch, über diesem (Ebene 4) das Hauptwerk und die Teleskopkonstruktion des Aufzuges. Auf Ebene 5 wird die Orgel mit dem Schwellwerk bekrönt. Der Spieltisch (ca. 15 m über dem Boden) ist zugänglich über einen Aufzug, der frei hängend an vier Seilen auf den Boden des Kirchenschiffs abgesenkt werden kann.
Die Pfeifen der Orgel stehen auf Tonkanzellenladen, die in C- und Cis-Seite aufgeteilt sind. Jedes einzelne Werk ist mit einem Ladenbalg ausgestattet, der durch zwei Windsysteme (Gebläse und Magazinbalg) versorgt wird, die jeweils auf der obersten und der untersten Ebene untergebracht sind.
Das Instrument lässt sich von zwei Spieltischen aus anspielen: Der Hauptspieltisch befindet sich auf der dritten Ebene innerhalb der Orgel. Hier ist die Spieltraktur mechanisch, die Registertraktur elektrisch. Im Chorraum des Doms befindet sich der Generalspieltisch mit elektrischer Spiel- und Registertraktur. Von beiden Spieltischen aus kann auch die Chororgel angespielt werden.
| I Hauptwerk C–c4 |                    |         |
| 01.              | Principal          | 16′     |
| 02.              | Bourdon            | 16′     |
| 03.              | Principal II       | 08′     |
| 04.              | Bourdon            | 08′     |
| 05.              | Doppelflöte        | 08′     |
| 06.              | Gambe              | 08′     |
| 07.              | Großquinte         | 05 1⁄3′ |
| 08.              | Octave             | 04′     |
| 09.              | Spitzflöte         | 04′     |
| 10.              | Großterz           | 03 1⁄5′ |
| 11.              | Quinte             | 02 ⁄3′  |
| 12.              | Superoctave        | 02′     |
| 13.              | Mixtur major IV–VI | 02 ⁄3′  |
| 14.              | Mixtur minor V     | 01′     |
| 15.              | Cornet V           | 08′     |
| 16.              | Trompete           | 16′     |
| 17.              | Trompete           | 08′     |
| 18.              | Trompete           | 04′     |

| II Positiv C–c4 |                  |         |
| 19.             | Quintatön        | 16′     |
| 20.             | Principal        | 08′     |
| 21.             | Holzgedackt      | 08′     |
| 22.             | Flûte harmonique | 08′     |
| 23.             | Salicional       | 08′     |
| 24.             | Unda maris       | 08′     |
| 25.             | Octave           | 04′     |
| 26.             | Rohrflöte        | 04′     |
| 27.             | Nasat            | 02 ⁄3′  |
| 28.             | Octave           | 02‘     |
| 29.             | Waldflöte        | 02′     |
| 30.             | Terz             | 01 3⁄5′ |
| 31.             | Larigot          | 01 ⁄3′  |
| 32.             | Sifflöte         | 01′     |
| 33.             | Scharff V        | 01 ⁄3′  |
| 34.             | Cymbel IV        | 01⁄2′   |
| 35.             | Bassklarinette   | 16′     |
| 36.             | Trompete         | 08′     |
| 37.             | Krummhorn        | 08′     |
|                 | Tremulant        |         |
|                 | Glockenspiel     |         |

| III Schwellwerk C–c4 |                      |         |
| 38.                  | Bourdon              | 16′     |
| 39.                  | Salicional           | 16′     |
| 40.                  | Diapason             | 08′     |
| 41.                  | Cor de nuit          | 08′     |
| 42.                  | Flûte harmonique     | 08′     |
| 43.                  | Viole de Gambe       | 08′     |
| 44.                  | Voix céleste         | 08′     |
| 45.                  | Prestant             | 04′     |
| 46.                  | Flûte octaviante     | 04′     |
| 47.                  | Viole                | 04′     |
| 48.                  | Nazard harmonique    | 02 ⁄3′  |
| 49.                  | Octavin              | 02′     |
| 50.                  | Tierce harm.         | 01 3⁄5′ |
| 51.                  | Plein Jeu V          | 01 ⁄3′  |
| 52.                  | Basson               | 16′     |
| 53.                  | Trompette harmonique | 08′     |
| 54.                  | Hautbois             | 08′     |
| 55.                  | Voix humaine         | 08′     |
| 56.                  | Clairon harmonique   | 04′     |
|                      | Tremulant            |         |

| IV Solo C–c4 |                  |     |
| 57.          | Flûte harmonique | 08′ |
| 58.          | Grand Cornet V   | 08′ |
| 59.          | Chamade          | 16′ |
| 60.          | Chamade          | 08′ |
| 61.          | Clarinette       | 08′ |
| 62.          | Tuba episcopalis | 08′ |
| 63.          | Chamade          | 04′ |
|              | Campane          |     |

| Pedal C–g1 |               |         |
| 64.        | Principalbass | 32′     |
| 65.        | Principal     | 16′     |
| 66.        | Violon        | 16′     |
| 67.        | Subbass       | 16′     |
| 68.        | Quinte        | 10 2⁄3′ |
| 69.        | Octave        | 08′     |
| 70.        | Cello         | 08′     |
| 71.        | Gedackt       | 08′     |
| 72.        | Choralbass    | 04′     |
| 73.        | Mixtur II–IV  | 02 ⁄3′  |
| 74.        | Bombarde      | 32′     |
| 75.        | Posaune       | 16′     |
| 76.        | Fagott        | 16′     |
| 77.        | Trompete      | 08′     |
| 78.        | Schalmey      | 04′     |

- Koppeln:
  - Normalkoppeln:  II/I, III/I, IV/I, III/II, IV/II, IV/III, I/P, II/P, III/P, IV/P
  - Superoktavkoppeln:  Sub in jedem Werk, III/I, III/II.
  - Suboktavkoppeln:  Super in jedem Werk, III/I, III/II, III/P.
  - 3 Freie Koppeln.
- Spielhilfen:
  - Kombinationen: Rieger Setzersystem: 20 Benutzer mit je 1000 Kombinationen mit je 3 Inserts, Archiv für 250 Titel mit je 250 Kombinationen.
  - 4 Crescendi (einstellbar).
  - Sonstiges:  Kopierfunktionen, Wiederholungsfunktionen, Werkabsteller, Generalabsteller, Sostenuto, Rieger Stimmsystem, Rieger Aufnahme- und Wiedergabesystem, Anbindung der Chororgel, Geteiltes Pedal am Generalspieltisch.
- Anmerkungen:

1. ↑  Schwellbares Werk.
2. ↑  Umfang: c0 bis f2.
3. ↑  Umfang: g0 bis g2.

Am 22. November 2009 wurde die Orgel von Bischof Gerhard Ludwig Müller geweiht.

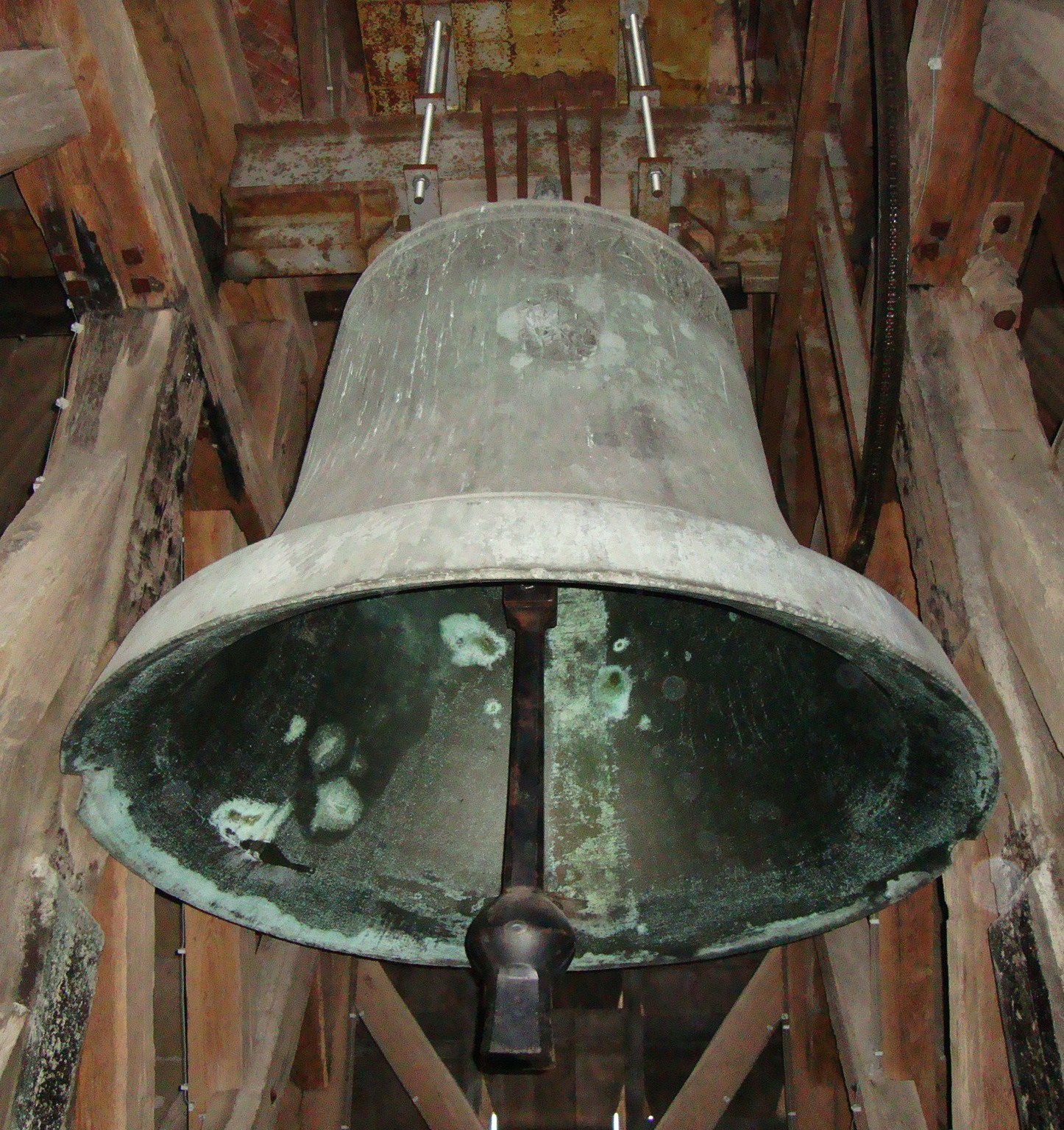
Die Große Fürstin von 1696 im Holzglockenstuhl des Nordturms

## Glocken
Das Geläut des Doms besteht aus insgesamt sechs Glocken und zählt zu den tontiefsten in Bayern. Die alte Frauenglocke hängt in der Südturm-Glockenstube und ist lediglich von dort aus per Seil läutbar. Im Dachreiter befindet sich eine kleine Glocke, die nur zu Pfingsten geläutet wird. Das Vollgeläut der sechs großen Glocken ist den Hochfesten vorbehalten, an Sonntagen fehlt die Große Fürstin. Zum Angelusläuten (u. a. um 12 Uhr mittags) erklingt die Angelusglocke.
Die Aufhängungen der einzelnen Glocken sind verschieden: Die drei großen Glocken läuten an geraden Stahljochen mit Obergewicht und Gegengewichtsklöppel, Glocke 5 am verkröpften Stahljoch und Glocken 4 und 6 am geraden Stahljoch, wobei Letztere zusätzlich einen Gegengewichtsklöppel hat. Alle Glockenstühle sind aus Holz.
| Nr. | Name                | Gussjahr | Gießer, Gussort                           | Durchmesser | Masse   | Schlagton | Rippentyp     | Turm       |
| --- | ------------------- | -------- | ----------------------------------------- | ----------- | ------- | --------- | ------------- | ---------- |
| 1   | Große Fürstin       | 1696     | Joh. Gord. Schelchshorn, Regensburg       | 2030 mm     | 4800 kg | g0        | Große Septim  | Nord       |
| 2   | St.-Michaels-Glocke | 1961     | Glockengießerei Rudolf Perner, Passau     | 1890 mm     | 4500 kg | a0        | Moll-Oktav    | Süd        |
| 3   | Kleine Fürstin      | 1616     | Georg (II) Schelchshorn, Regensburg       | 1800 mm     | 3250 kg | h0        | None          | Nord       |
| 4   | Angelusglocke       | 1961     | Glockengießerei Rudolf Perner, Passau     | 1410 mm     | 1550 kg | d1        | Dur-Oktav     | Nord       |
| 5   | Agnus-Dei-Glocke    | 1965     | Glockengießerei Rudolf Perner, Passau     | 1260 mm     | 1151 kg | e1        | Moll-Oktav    | Süd        |
| 6   | Armeseelenglocke    | 1961     | Glockengießerei Rudolf Perner, Passau     | 1050 mm     | 626 kg  | g1        | Dur-Oktav     | Süd        |
|     |                     |          |                                           |             |         |           |               |            |
| I   | Patrona Bavariæ     | 2000     | Glockengießerei Rudolf Perner, Regensburg | 720 mm      | 238 kg  | d2        | Moll-Oktav    | Dachreiter |
| II  | Frauenglocke        | 1696     | Joh. Gord. Schelchshorn, Regensburg       | 1152 mm     | ~900 kg | e1        | Kleine Septim | Süd        |

1. ↑  Rudolf Perner aus Passau goss die Glocke am Vorabend des Festes der Bayern mit Hilfe eines selbst konstruierten mobilen Schmelzofens im Hof der Regensburger Dombauhütte.

## Dom-Illumination 2019
Vom 22. bis 28. September 2019 fand anlässlich der Fertigstellung der Domtürme vor 150 Jahren die Dom-Illumination La cathédrale magique statt. Die aus Frankreich stammende Künstlergruppe Spectaculaires entwickelte dafür eine rund 16-minütige Lichtprojektion, die die Baugeschichte des Doms erzählte und die Westfassade dabei in ungewöhnlichen Farbenspielen erstrahlen ließ. Wegen der überragenden Besucherzahlen wurden die ursprünglich bis 27. September 2019 geplanten Vorführungen um einen Tag verlängert.

## Tonträger
Die Regensburger Domorgel – Franz Josef Stoiber spielt an der neuen Rieger-Orgel Werke von Bach, Renner, Dupré und Improvisationen (2010). Label: Motette